# Avesnes-sur-Helpe
Pour les articles homonymes, voir Avesnes et Helpe.
Avesnes-sur-Helpe est une commune française située dans le département du Nord, en région Hauts-de-France.

## Géographie

### Description
Avesnes-sur-Helpe a donné son nom à la région de l'Avesnois, caractérisée par un paysage vallonné, des bocages, des vergers, des petits villages. L'Avesnois est traversé par l'Helpe Majeure, comme Avesnes-sur-Helpe.
Avesnes-sur-Helpe appartient administrativement à l'Avesnois, géologiquement aux Ardennes, historiquement au Hainaut et pour les paysages à la Thiérache.
Avesnes-sur-Helpe se situe à 17,5 km de Maubeuge, 36,5 km de Mons, 39 km de Valenciennes, 47 km de Charleroi, 68 km de Charleville-Mézières, 77 km de Namur, 84 km de Lille, 84,5 km de Bruxelles et 181 de Paris. La frontière belge la plus proche se trouve à 15 km.
| Saint-Hilaire-sur-Helpe | Bas-Lieu          | Bas-Lieu   |
| Saint-Hilaire-sur-Helpe | Avesnes-sur-Helpe | Avesnelles |
| Haut-Lieu               | Avesnelles        | Avesnelles |

### Hydrographie

#### Réseau hydrographique
La commune est située dans le bassin Artois-Picardie. Elle est drainée par l'Helpe Majeure, le ruisseau Saint Pierre et un autre petit cours d'eau,.
L'Helpe Majeure, d'une longueur de 69 km, prend sa source dans la commune de Ohain et se jette dans la Sambre canalisée à Noyelles-sur-Sambre, après avoir traversé 18 communes. Les caractéristiques hydrologiques de l'Helpe Majeure sont données par la station hydrologique située sur la commune. Le débit moyen mensuel est de 3 m3/s. Le débit moyen journalier maximum est de 49,9 m3/s, atteint lors de la crue du 14 novembre 2010. Le débit instantané maximal est quant à lui de 62,6 m3/s, atteint le même jour.

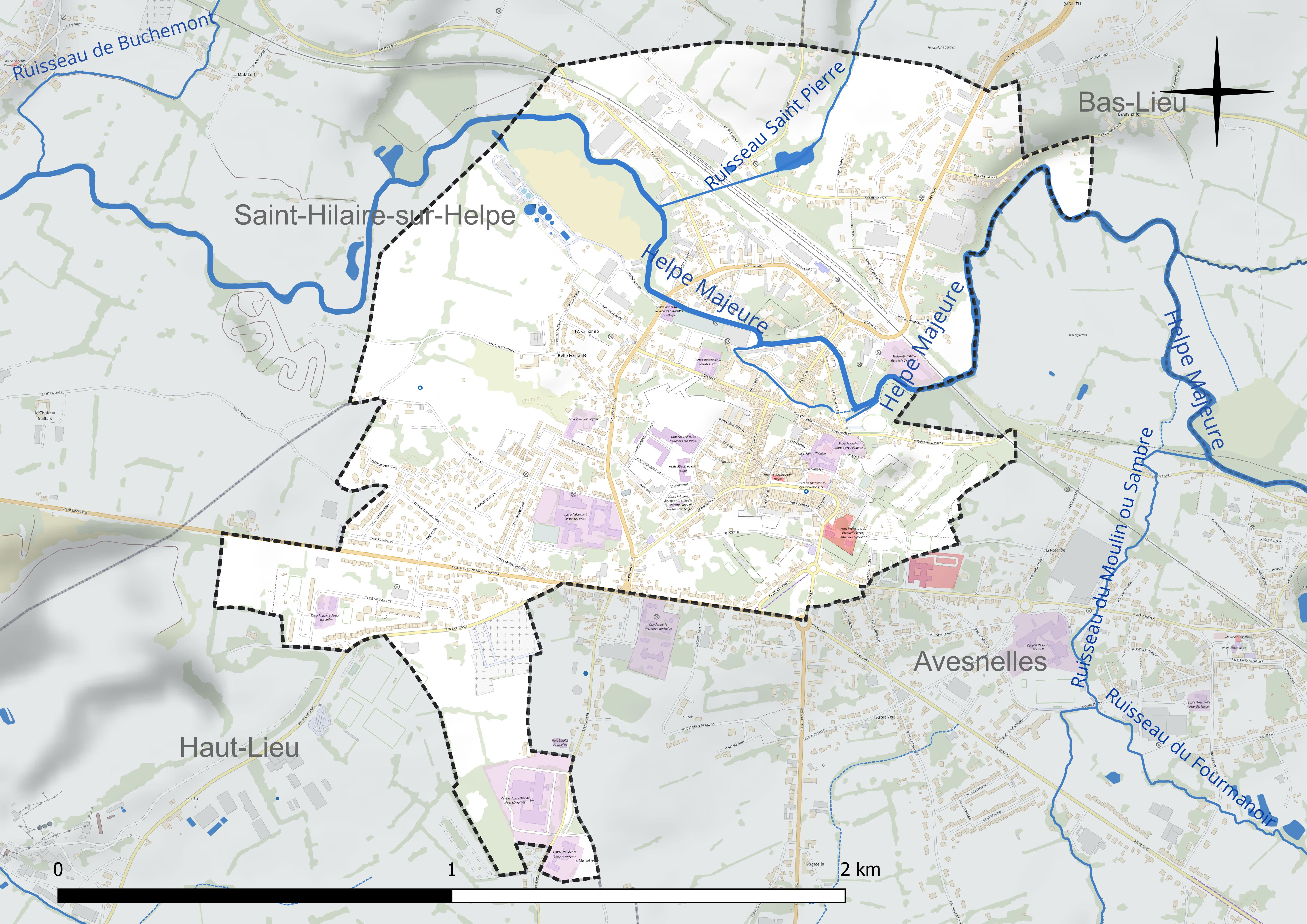
Réseau hydrographique d'Avesnes-sur-Helpe.

#### Gestion et qualité des eaux
Le territoire communal est couvert par le schéma d'aménagement et de gestion des eaux (SAGE) « Sambre ». Ce document de planification concerne un territoire de 1 253 km2 de superficie, délimité par le bassin versant de la Sambre. Le périmètre a été arrêté le 1er novembre 2003 et le SAGE proprement dit a été approuvé le 21 septembre 2012, puis modifié le 18 août 2022. La structure porteuse de l'élaboration et de la mise en œuvre est le syndicat mixte du Parc naturel régional de l'Avesnois.
La qualité des cours d'eau peut être consultée sur un site dédié géré par les agences de l'eau et l'Agence française pour la biodiversité.

### Climat
Pour des articles plus généraux, voir Climat des Hauts-de-France et Climat du Nord.
En 2010, le climat de la commune est de type climat des marges montargnardes, selon une étude du CNRS s'appuyant sur une série de données couvrant la période 1971-2000. En 2020, Météo-France publie une typologie des climats de la France métropolitaine dans laquelle la commune est exposée à un climat océanique altéré et est dans la région climatique Nord-est du bassin Parisien, caractérisée par un ensoleillement médiocre, une pluviométrie moyenne régulièrement répartie au cours de l'année et un hiver froid (3 °C).
Pour la période 1971-2000, la température annuelle moyenne est de 9,9 °C, avec une amplitude thermique annuelle de 14,8 °C. Le cumul annuel moyen de précipitations est de 867 mm, avec 12,8 jours de précipitations en janvier et 9,9 jours en juillet. Pour la période 1991-2020, la température moyenne annuelle observée sur la station météorologique la plus proche, située sur la commune de Saint-Hilaire-sur-Helpe à 2 km à vol d'oiseau, est de 10,5 °C et le cumul annuel moyen de précipitations est de 802,4 mm,. Pour l'avenir, les paramètres climatiques de la commune estimés pour 2050 selon différents scénarios d'émission de gaz à effet de serre sont consultables sur un site dédié publié par Météo-France en novembre 2022.

### Milieux naturels et biodiversité
La commune située sur les premiers contreforts des Ardennes, bénéficie d'un environnement exceptionnellement boisé, bocagé et enherbé, par rapport à la moyenne du département du nord et de la proche région du Cambrésis. La qualité de cet environnement est à l'origine de la création du Parc naturel régional de l'Avesnois[réf. nécessaire].

## Urbanisme

### Typologie
Au 1er janvier 2024, Avesnes-sur-Helpe est catégorisée petite ville, selon la nouvelle grille communale de densité à sept niveaux définie par l'Insee en 2022.
Elle appartient à l'unité urbaine d'Avesnes-sur-Helpe, une agglomération intra-départementale regroupant cinq communes, dont elle est ville-centre,,. Par ailleurs la commune fait partie de l'aire d'attraction d'Avesnes-sur-Helpe, dont elle est la commune-centre,. Cette aire, qui regroupe 14 communes, est catégorisée dans les aires de moins de 50 000 habitants,.

### Occupation des sols
L'occupation des sols de la commune, telle qu'elle ressort de la base de données européenne d'occupation biophysique des sols Corine Land Cover (CLC), est marquée par l'importance des territoires artificialisés (72,4 % en 2018), en augmentation par rapport à 1990 (70,7 %). La répartition détaillée en 2018 est la suivante :
zones urbanisées (58,3 %), prairies (22 %), zones industrielles ou commerciales et réseaux de communication (14,1 %), terres arables (5,6 %). L'évolution de l'occupation des sols de la commune et de ses infrastructures peut être observée sur les différentes représentations cartographiques du territoire : la carte de Cassini (XVIIIe siècle), la carte d'état-major (1820-1866) et les cartes ou photos aériennes de l'IGN pour la période actuelle (1950 à aujourd'hui).

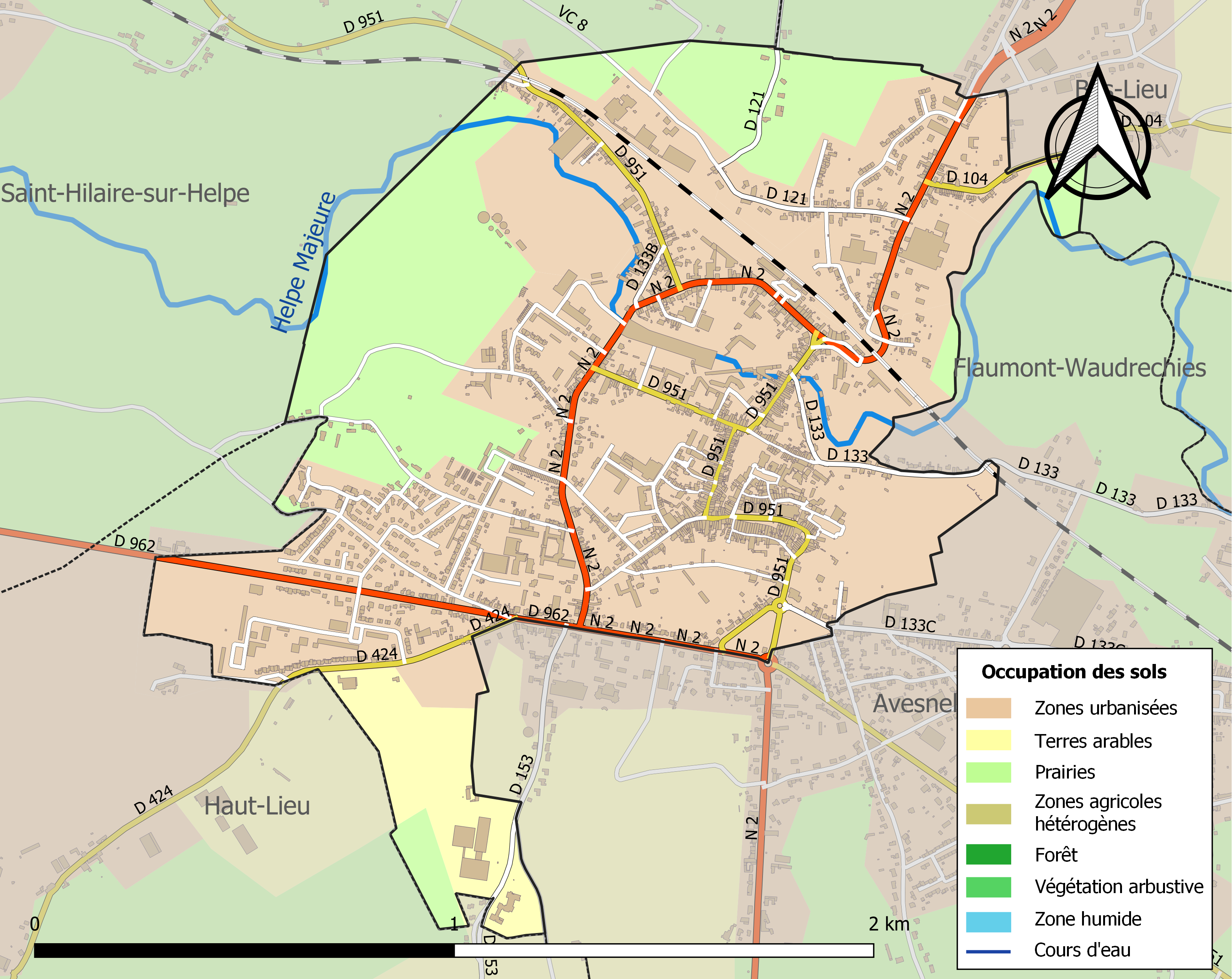
Carte des infrastructures et de l'occupation des sols de la commune en 2018 (CLC).

### Habitat et logement
En 2018, le nombre total de logements dans la commune était de 330, alors qu'il était de 321 en 2013 et de 312 en 2008.
Parmi ces logements, 91,5 % étaient des résidences principales, 0 % des résidences secondaires et 8,5 % des logements vacants. Ces logements étaient pour 97,2 % d'entre eux des maisons individuelles et pour 2,5 % des appartements.
Le tableau ci-dessous présente la typologie des logements à Noyelles-sur-Selle en 2018 en comparaison avec celle du Nord et de la France entière. Une caractéristique marquante du parc de logements est ainsi une proportion de résidences secondaires et logements occasionnels (0 %) inférieure à celle du département (1,6 %) mais supérieure à celle de la France entière (9,7 %). Concernant le statut d'occupation de ces logements, 78 % des habitants de la commune sont propriétaires de leur logement (76,7 % en 2013), contre 54,7 % pour le Nord et 57,5 pour la France entière.
| Typologie                                               | Noyelles-sur-Selle | Nord | France entière |
| ------------------------------------------------------- | ------------------ | ---- | -------------- |
| Résidences principales (en %)                           | 91,5               | 90,8 | 82,1           |
| Résidences secondaires et logements occasionnels (en %) | 0                  | 1,6  | 9,7            |
| Logements vacants (en %)                                | 8,5                | 7,7  | 8,2            |

### Voies de communication et transports

#### Voies de communication
La ville se trouve sur la RN 2 (route nationale 2), axe routier le plus direct entre Paris et Bruxelles. Depuis quarante ans, la population attend sa mise en 2 × 2 voies dans l'Avesnois et la Thiérache[réf. souhaitée].

#### Transports

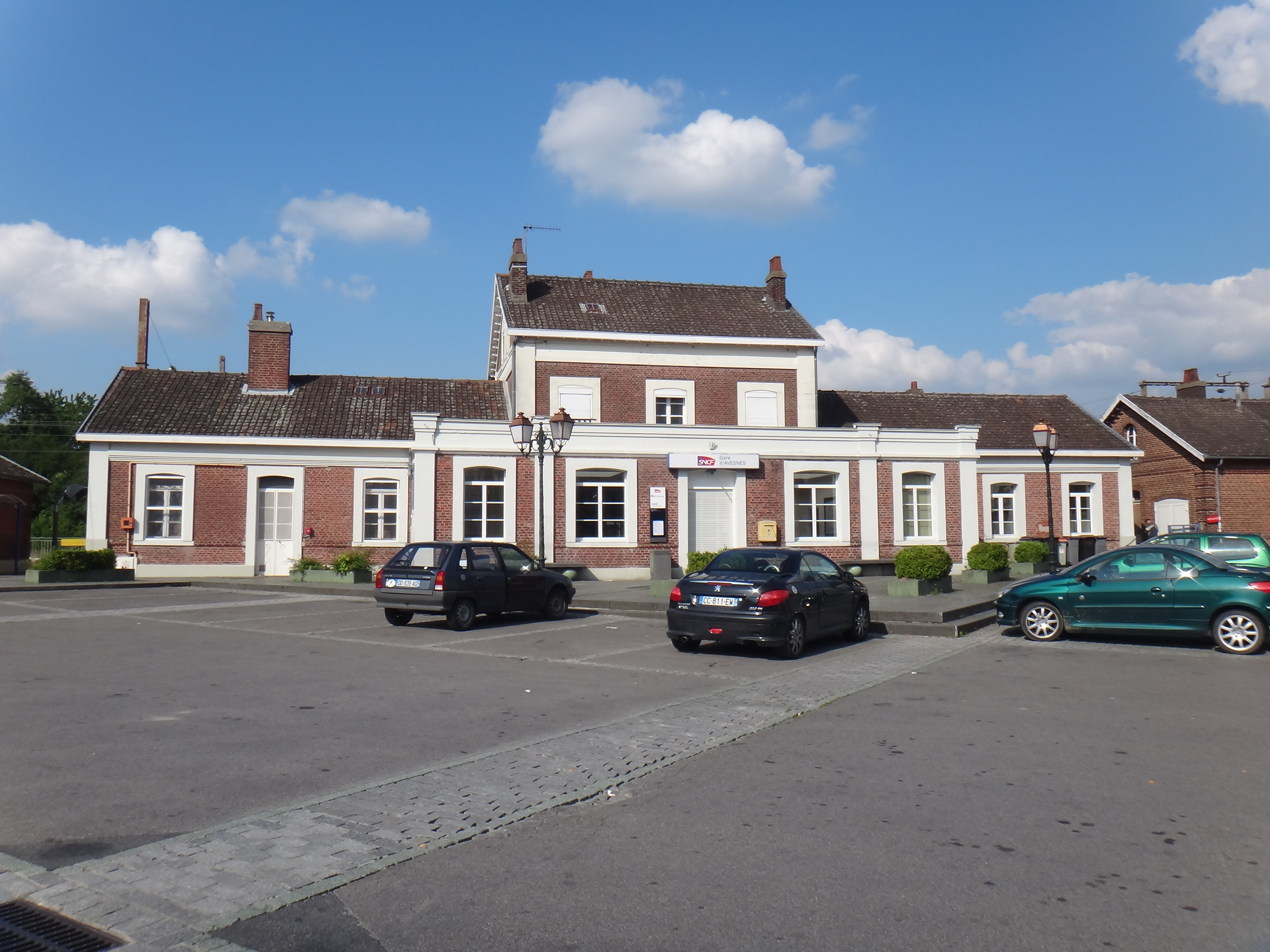
La gare d'Avesnes-sur Helpe.

Avesnes-sur-Helpe est desservie par les trains TER Hauts-de-France (lignes de Lille-Flandres à Hirson et à Charleville-Mézières).
Le transport routier est possible en direction des villes et villages voisins par des lignes d'autocar.

## Toponymie

### Attestations anciennes
Le nom de la localité est attesté sous les formes De Avisnis en 1107; altare de Avesnis en 1131 - Avesnes en 1174 (Charte de Jacques, seigneur d'Avesnes); Avesnoe en 1201 (Le Carp., preuve II, 23); Avethnoe en 1220 (Chronique de Gilbert, 29, 91); Avesnes en 1232 (Cart. de l'abb. d'Hautmont); Avesnes en 1247 (acte de Jean 1er de Châtillon, seigneur d'Avesnes); Avennoe en 1248 (Miroeus, I, 205); Avesnoe en 1292 (scel de Hugues 1er de Châtillon); Avesnes en 1303 (A. Du Chesnes, Preuves, 92); Avesnes en 1473 (Saint-Génois, mon anc., I, I); Avène en 1556 (acte de cession de la ville par le Duc d'Arschot au Roi Philippe II).

### Étymologie
Il existe plusieurs autres Avesnes dans la partie nord de la France (Nord, Pas-de-Calais, Somme, Seine-Maritime), dont les formes anciennes sont similaires à celles d'Avesnes-sur-Helpe.
Une hypothèse reposant sur l'ancienne forme du terme avoine au sens de « terre maigre » a été proposée, entre autres, par Ernest Nègre. Cependant, l'ancienne forme d'avoine est toujours graphiée aveine, avene ou encore avainne (issue du latin avena). Or, les attestations les plus anciennes des différents Avesnes sont toujours du type Avisna, Avisnis ou encore Avesna. Par ailleurs, l'évolution phonétique Avisna > Avesna est tout à fait régulière en langue d'oïl.
C'est pourquoi l'ancienne appellation Avesne « pâturage » issu du germanique avisna / afisna « pâturage » convient mieux phonétiquement, (cf. vieil anglais æfesn « pâturage »). De plus, les Avesnes sont des toponymes typiques de la seule partie nord de la France jusqu'au Maine, où ils côtoient d'autres appellations d'origine germanique propres à ces régions. La signification de « pâturage » s'accorde d'ailleurs avec une mention d'un toponyme plus tardif (adjonction d'un article défini), à savoir Les Avesnes (Seine-Maritime, Communes patures nommées les Avesnes dans le fief de Montérolier 1455).
Ce sens de « pâturage » est conforme également avec l'aspect du terroir d'Avesnes-sur-Helpe contrairement à celui de « terre maigre » ou « terre à avoine ».
Jusqu'à 1962, le nom officiel était simplement Avesnes.
- Hoven aan Helpe en flamand[20].

## Histoire

### Moyen Âge

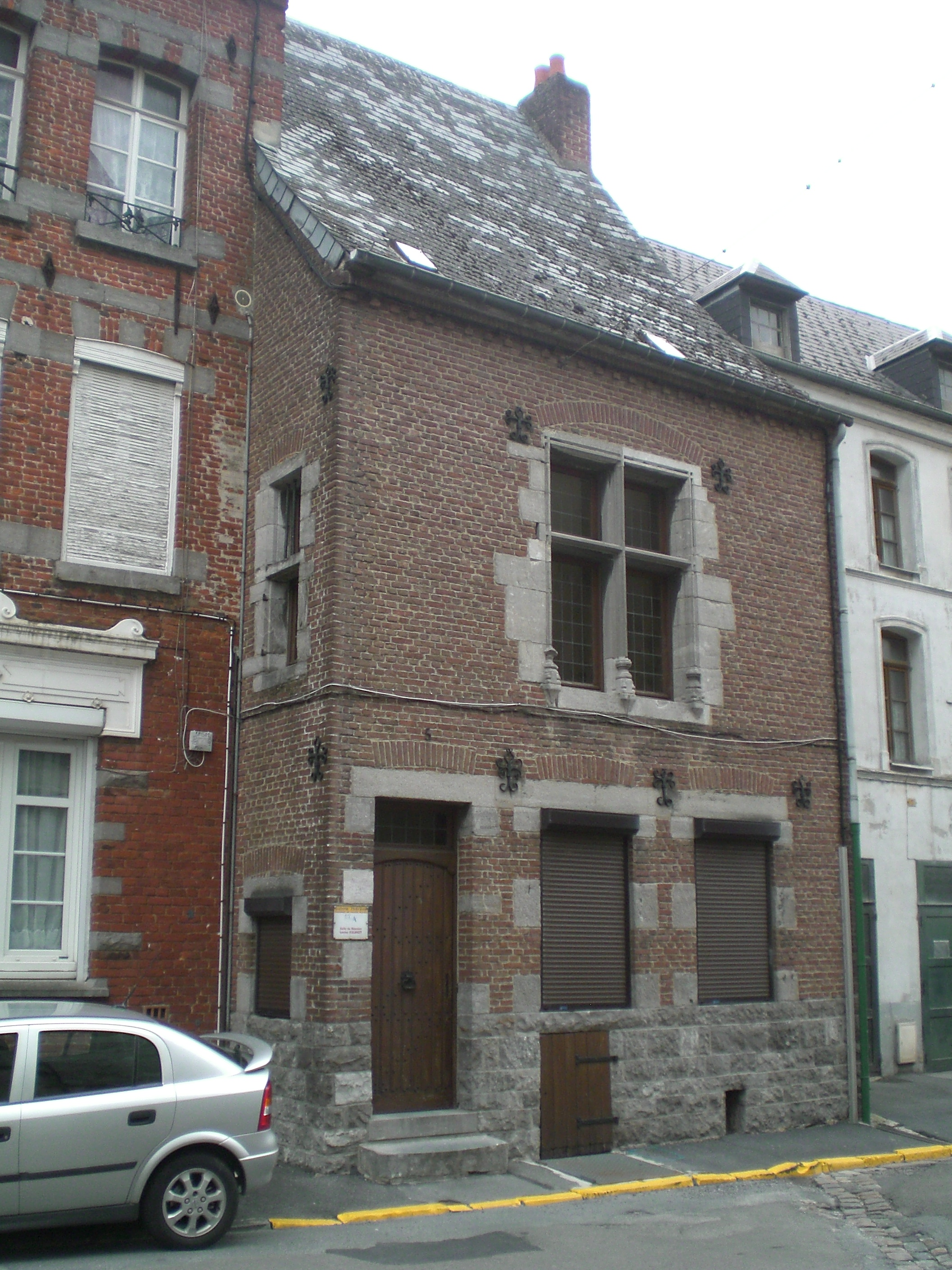
Maison ancienne.

- 843 : La ville est mentionnée en 843 avec le traité de Verdun, le partage de l'empire carolingien entre les trois petits-fils de Charlemagne octroie à Lothaire, la Francie médiane qui comprend le Hainaut dont fait partie le village. En 855 avec le traité de Prüm qui partage la Francie médiane entre les trois fils de Lothaire I, le Hainaut est rattaché à la Lotharingie dont hérite Lothaire II. En 870 avec le traité de Meerssen après la mort de Lothaire II, une partie de la Lotharingie dont fait partie le Hainaut est rattachée à la Francie occidentale. En 880 avec le traité de Ribemont en 880, le Hainaut est rattaché à la Francie orientale qui deviendra le Saint-Empire romain germanique en 962.
- 990 : Le premier seigneur d'Avesnes connu est Wedric II d'Avesnes, né aux environs de 990, fils de Wedric Ier de Morvois.
- 1050 : L'origine de la forte implantation à Avesnes trouve racine dans la création des premières fortifications en 1050 par Wedric III le barbu d'Avesnes (né vers 1020 et mort vers 1075). L'emplacement de cette fortification se trouve sur le site de l'actuel palais de justice, sur un éperon rocheux de plus de 20 mètres dominant la vallée de l'Helpe Majeure. En 1080, son fils Thierry construit une seconde tour et un bourg castral s'organise autour d'une place, l'actuelle place Guillemin[21]. Sans descendance, la seigneurie passa à sa sœur Ade d'Avesnes (1050-1075) qui épousa Fastre Ier d'Oisy (1050-1092) et fonda un couvent de femmes à l'abbaye Saint-Martin de Tournai. Les terres d'Avesnes passèrent donc dans cette famille.
- Le fils aîné, Gossuin, dit le Borgne d'Oisy, seigneur d'Avesnes, de Condé-sur-l'Escaut (pour la partie relevant du Hainaut) remplace la première tour construite par Wedric et fortifie le village. il encourage la tenue d'un marché en accordant des franchises de Tonlieu dès 1114. L'église est alors fondée[21]. Il a quatre enfants : Thierry, Gérard, Meuzon et Ade. Gérard suivit Godefroid de Bouillon à la première Croisade.
- Fastre Ier d'Oisy, avoué de Tournai hérite de tous les biens de la famille. Ses descendants abandonnent le nom de Oisy pour s'octroyer celui d'Avesnes.
- Fastre II d'Avesnes (né vers 1075) succède à Fastre Ier d'Oisy.
- À cette époque Avesnes fait partie du comté de Hainaut, qui est rattaché au Saint-Empire romain germanique.
- Gauthier Ier d'Avesnes (1100-1147), fils aîné de Fastre II d'Avesnes, qui avait épousé Ade de Tournai, est tué par les hommes de l'évêque de Liège en 1147.
- Thierry, fils de Gauthier Ier d'Avesnes ne régna pas longtemps, il mourut jeune. Son frère Nicolas d'Avesnes dit le beau (1120-1171), assura la descendance par Jacques Ier d'Avesnes (†1191) qu'on retrouva mort entouré de sept ennemis à la bataille d'Arsouf.
- Jacques Ier d'Avesnes eut au moins huit enfants. Le chef de famille fut Gautier II d'Avesnes (†1244), seigneur d'Avesnes, de Condé, de Leuze, de Guise, de Trélon, il devint comte de Blois et de Dunois par son épouse la comtesse Marguerite. Il eut trois filles et un garçon mort trop jeune. Toutes les terres des Avesnes passèrent par le mariage de Marie d'Avesnes († 1241), sa fille aînée avec Hugues de Châtillon, comte de Saint-Pol (1196 † 1248) qui devinrent les seigneurs d'Avesnes[21].
- Mais le nom des Avesnes n'en resta pas là, car le 3e fils de Jacques Ier d'Avesnes ; Bouchard d'Avesnes (1170-1244), (1182-1244) se maria en 1212 avec la 2e fille du comte de Flandre et de Hainaut ; elle s'appelait Marguerite de Constantinople, et lorsque Baudouin IX fut tué elle devint après sa sœur Jeanne, comtesse de Flandre et de Hainaut, dame de Beaumont (Hainaut). Mais on connut assez vite la vérité au sujet de Bouchard d'Avesnes; il avait reçu les ordres et s'était malgré cela marié[21].
- Cela va déclencher ce qu'on a appelé l'affaire des Avesnes et des Dampierre et qui va se terminer par l'octroi du comté de Hainaut aux Avesnes et le comté de Flandre aux Dampierre. la famille d'Avesnes va régner pendant cinq générations sur le comté de Hainaut et puis le passer aux Bavière par le mariage de Marguerite d'Avesnes comtesse de Hainaut avec Louis de Bavière empereur du Saint-Empire romain germanique. La famille d'Avesnes sera alors complètement éteinte.
- 1200 : Pendant le XIIIe siècle et le XIVe siècle, la ville reçoit sa charte en 1200 et développe ses fortifications. Elle est considérée comme une des villes drapières qui vend aux foires de Chalon-sur-Saône. Elle est une étape importante sur la route entre la Hollande et le Brabant, ainsi qu'entre la Champagne et la Bourgogne[21].
- 1433 : À partir de 1433, Avesnes, comme tout le Hainaut, fait partie du duché de Bourgogne.
- 1461 : Le 30 juillet 1461, le roi Louis XI (1423-1461-1483) expédia ses premières lettres patentes dès Avesnes[22].
- 1477 : En  1477, Alain d'Albret, seigneur d'Avesnes et connétable de France, met le siège devant sa propre ville pour le compte du roi Louis XI. Avesnes-sur-Helpe avait alors le sentiment d'appartenance aux Pays-Bas bourguignons. La ville est détruite[21].

### Époque moderne

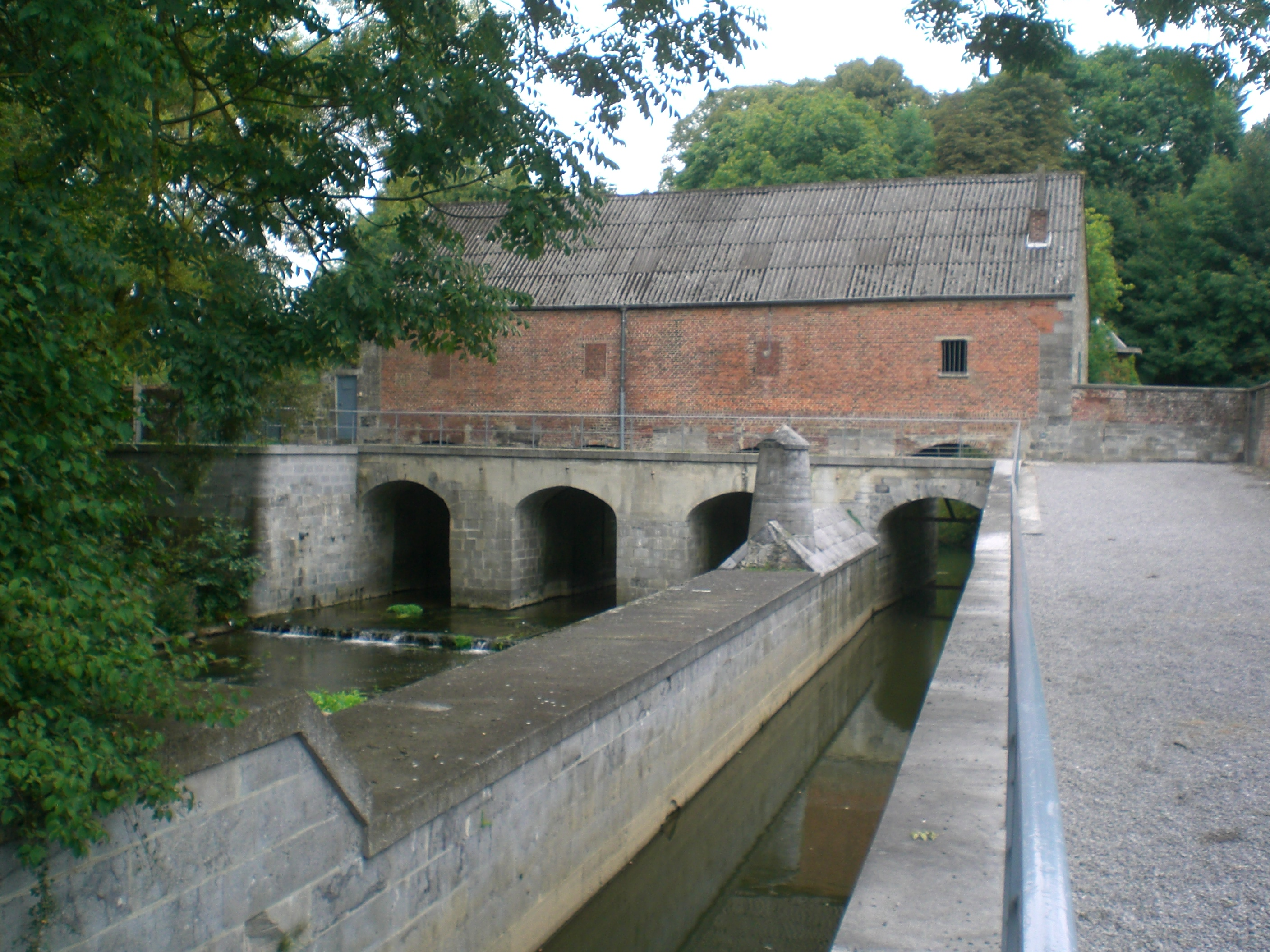
Le pont des Dames.

- Vers 1530-1540, des fortifications bastionnées sont construites. Elles lui donnent la réputation d'être imprenable. En 1556, la ville est cédée à l'Espagne. Le territoire communal est amputé des banlieues et limité aux actuels 224 hectares. En 1659, pour obtenir la grâce du Grand Condé, le roi d'Espagne cède Avesnes avec le traité des Pyrénées. Avesnes-sur-Helpe devient française et Vauban fortifie la ville. Vauban intègre la place dans le réseau des places fortes du « Pré carré ». Il met en place le réseau moderne d'ouvrages extérieurs (redoutes et demi-lunes) avec système d'inondation (Pont des Dames)[21].
- Le XVIIIe correspond à une période de rénovation pour la ville. La plupart des maisons datent de cette époque[21]. En 1757-1758 : construction de l'Hôtel de Ville. En 1786 : première école de filature par le maire Gossuin et première filature de coton. En octobre 1793, Avesnes est le siège de l'état-major de Jourdan et Carnot lors de la bataille de Wattignies.
- 1790 : à la suite de la subdivision des départements français en districts, à compter de 1790, Avesnes se trouve dans le canton d'Avesnes; lui-même appartenant au district du même nom jusqu'en 1795, date à laquelle les districts sont supprimés par la constitution du 5 fructidor An III (22 août 1795). Ils seront remplacés par les arrondissements créés par la loi du 28 pluviôse an VIII (17 février 1800).

### Époque contemporaine
- 1800 :  à la suite de la loi du 28 pluviôse an VIII (17 février 1800) qui crée les arrondissements pour remplacer les districts, Avesnes-sur-Helpe devient le chef-lieu d'arrondissement du même nom créé au regard de l'arrêté en date du 17 ventôse an VIII.
- 1802 : En 1802-1803, en ce qui concerne les transports, une diligence assure des liaisons régulières avec différentes villes. En général, elles partent les jours pairs et reviennent le lendemain. L'une d'elles se rend à Valenciennes, une autre à Mons, via Maubeuge, une troisième gagne Landrecies. En outre, un fourgon relie Avesnes à Vervins, mais sans régularité déterminée[23].
- 1813 : Levé du plan du cadastre napoléonien (1813 et 1870) d'Avesnes[24]).
- 1813 : Une épidémie de typhus s'abat sur Avesnes-sur-Helpe en décembre 1813. Parmi la population, on compte 168 morts en décembre 1813 et 118 en janvier 1814. L'épidémie se poursuivra jusqu'en 1815.
- 1814 : En 1814, Avesnes est prise par les Russes et presque détruite en 1815 par l'explosion d'un magasin à poudre. Avesnes est ensuite rebâtie en moins d'un an. Les Russes occupent Avesnes de 1816 à 1818.

- 1823 : Naissance, à Avesnes-sur-Helpe, le 23 avril 1823 de Constant TORDEUX, peintre qui, une fois marié, s'établira dans la Commune de Floyon. Constant TORDEUX a peint des tableaux où étaient représentés des ruraux de son temps. Le musée des beaux-arts de Cambrai possède 2 des tableaux peints par Constant TORDEUX (Réf. : La Voix du Nord - Edition Sambre-Avesnois - du 08-09-2022).
- 1828 : Conçu par l'architecte Victor Leplus, le bâtiment de l'ancien tribunal de grande instance, situé sur l'actuelle place Guillemin, caractérisé par ses imposantes colonnes en façade et son style gréco-romain, est construit. Le Procureur du roi en prend possession le 9 décembre 1829.
- 1829 : construction de la casemate Saint-Louis
- 1867 : Le chemin de fer est introduit en 1867 permet le développement sensible de la ville. Des filatures s'installent sur les glacis des fortifications et le chemin de fer permet l'expédition des productions dans la région. L'exiguité territoriale empêche une industrialisation importante[21].
- 1891 : Les chefs des Écumeurs de Cartignies sont guillotinés en août 1891 devant le tribunal, en présence d'une foule importante.
- 1901 : Inauguration et mise en service de la ligne de chemin de fer Avesnes-sur-Helpe - Sars-Poteries en juillet 1901. La ligne est ouverte au public le 20 juillet 1901. Elle relie Avesnes sur Helpe à Solre-le-Château, via le Flaumont-Waudrechies, Sémeries, Felleries, Beugnies, Sars-Poteries. Jusqu'à la Seconde Guerre mondiale (16 août 1941), le transport des voyageurs est assuré. Ensuite, seul le transport de marchandises composé essentiellement par la livraison de fournitures agricoles (paille, engrais...) subsiste jusqu'en 1953. Sur la ligne de chemin de fer, les bâtiments existent encore aujourd'hui[25].
- 1907 : le 28 octobre 1907 est mise en service la ligne de chemin de fer Avesnes-sur-Helpe - Solesmes (47 km) via Avesnelles, Étrœungt, Boulogne/Helpe, Cartignies, Landrecies... Un service régulier des voyageurs était assuré. En août 1914, le trafic voyageur est interrompu. En 1916, pendant l'occupation allemande, les rails ont été démontés et le réseau a été dans l'impossibilité de fonctionner. Aujourd'hui encore, on trouve une trace historique de la ligne de chemin de fer du fait du nom attribué à la « rue de l'ancienne gare » à Avesnelles.
- 1909 : La Sous-Préfecture est transférée à son emplacement actuel, rue Gossuin, aujourd'hui rue Erignac. Auparavant, la Sous-Préfecture se situait rue Cambrésienne à l'endroit où se trouve actuellement la salle des fêtes de la commune.
- 1914-1918 (Première Guerre mondiale) : Après avoir envahi la Belgique, les Allemands entrent en France. Les Français cèdent devant leur poussée. Ils arrivent à Avesnes-sur-Helpe le 26 août 1914 (8h du matin). À la fin de la Première Guerre mondiale, de mars à septembre 1918, Hindenburg a son quartier général à Avesnes. C'est précisément du 9 mars 1918 au 7 septembre 1918qu'Avesnes devient le siège du Grand quartier général allemand. C'est de là qu'il dirige les dernières opérations allemandes. Le 15 juin, le Kaiser Guillaume II passe les troupes en revue sur la Grand'Place. Après le départ des Allemands du 5 au 8 novembre 1918, la ville est libérée par des troupes Anglaises le 8 novembre 1918, peu de jours donc avant l'armistice.
- Fermeture de la Caserne Chemerault (du 84e régiment d'infanterie, qui disposait à proximité d'un jardin potager, d'un champ de tir, d'un site de stockage de munitions et d'un champ de manœuvre dit « de Haut-Lieu »[26] ; Quand la place militaire d'Avesne a été déclassée certains bâtiments et terrains ont été réservés au service militaire (1868) et d'autres, devenus inutiles au département de la Guerre, remis à l'Administration des Domaines et d'autres encore rétrocédés au département de la Guerre[26].
- 1940-1944 (Seconde Guerre mondiale) : venue de Belgique, la 7e Panzer (division blindée), commandée par le général Erwin Rommel, arrive dans l'Avesnois le 16 mai 1940 en passant par Clairfayt. Elle continue sa progression très rapidement en empruntant la route qui mène de Solre Le Château au « Les 3 pavés », puis poursuit en passant à Avesnes-sur-Helpe (en empruntant l'avenue du Pont-Rouge) et continue ensuite vers Landrecies. Avesnes sera occupée par les Allemands et libérée en septembre 1944. Le 2 septembre 1944, alors que les Allemands ont quitté Avesnes-sur-Helpe, des Français agitent un drapeau tricolore en haut de la Collégiale Saint Nicolas. Les Allemands qui battent en retraite par la RN2 n'apprécient pas le geste et tirent sur le clocher qui sera détruit.
- 1952 : Construction du pont "supérieur" : L'ouvrage construit en arc de cercle permet aux véhicules de la RN2 de passer au-dessus des lignes de la voie de chemin de fer et d'éviter le passage à niveau.
- 1959 : Construction de la Résidence Peltrisot
- 1962 : La prison qui se trouvait à proximité de l'ancien tribunal, place Guillemin, est désaffectée et sera démolie dans les années 1970.
- 1968 : Dans le cadre des évènements de mai 68, le vendredi 24 mai 1968, pendant 2 heures et demi, 450 tracteurs venus des communes de l'arrondissement défilent dans la ville d'Avesnes-sur-Helpe. Au total, 2 000 manifestants réclament une revalorisation du prix du lait et de la viande vendus par les exploitants agricoles.
- 1985 : construction de la Maison de retraite Simone Jacques (EHPAD de 85 lits). Simone Jacques est une ancienne déportée des camps de Ravensbrück et Beendorf.
- 1999 : La 7e étape du tour de France part d'Avesnes-sur-Helpe le 10 juillet 1999. Le matin, le « village du tour » était installé à la Rotonde. La veille, Maubeuge avait été ville d'arrivée.
- 2007 : 8 janvier 2007 : Ouverture du nouveau tribunal sur le plateau Chémerault (inauguré le 21 mars 2007). De 1828 à 2007, c'est dans l'ancien tribunal, place Guillemin, qu'était rendue la justice, lequel fut édifié sur les ruines du château seigneurial.
- 23 mars 2014 : élection de la première femme maire d'Avesnes-sur-Helpe, Marie-Annick Dezitter.

## Politique et administration

### Rattachements administratifs et électoraux

#### Rattachements administratifs
La commune est le chef-lieu de l'arrondissement d'Avesnes-sur-Helpe du département du Nord.
Elle était depuis 1801 le chef-lieu des cantons d'Avesnes-sur-Helpe-Nord et Avesnes-sur-Helpe-Sud. Dans le cadre du redécoupage cantonal de 2014 en France, cette circonscription administrative territoriale a disparu, et le canton n'est plus qu'une circonscription électorale.

#### Rattachements électoraux
Pour les élections départementales, la commune fait partie depuis 2014 du canton d'Avesnes-sur-Helpe
Pour l'élection des députés, elle fait partie de la troisième circonscription du Nord pour la partie de l'ex-canton d'Avesnes-sur-Helpe Nord. Mais également de la douzième circonscription du Nord pour la partie de l'ex-canton d'Avesnes-sur-Helpe Sud.

### Intercommunalité
Avesnes-sur-Helpe était le siège de la communauté de communes du Pays d'Avesnes, un établissement public de coopération intercommunale (EPCI) à fiscalité propre créé fin 1992 et auquel la commune avait transféré un certain nombre de ses compétences, dans les conditions déterminées par le code général des collectivités territoriales.
Cette intercommunalité a fusionné avec ses voisines pour former, le 31 décembre 2011, la communauté de communes du Cœur de l'Avesnois dont Avesnes est désormais membre le siège.

### Tendances politiques et résultats
Lors du premier tour des élections municipales de 2014 dans le Nord, la liste UMP menée par Marie-Annick Dezitter — qui avait le soutien du maire sortant Alain Poyart — obtient la majorité absolue des suffrages exprimés avec 1 054 voix (56,24 %, 21 conseillers municipaux élus dont 8 communautaires, devançant largement la liste DVG menée par Saïd Ghezal (820 voix, 43,75 %, 6 conseillers municipaux élus dont 2 communautaires).
Lors de ce scrutin, 34,60 % des électeurs se sont abstenus.
Au premier tour des élections municipales de 2020 dans le Nord, la liste DVC menée par Sébastien Seguin a obtenu la majorité absolue des suffrages exprimés, avec 780 voix (51,14 %, 21 conseillers municipaux élus dont 8 communautaires), devançant très largement les listes menées respectivement par : 

- Jacky Rousselle (DVD, 329 voix, 21,57 %, 3 conseillers municipaux élus dont 1 communautaire) ;

-  Saïd Ghezal (DVG, 220 voix, 14,42 %, 2 conseillers municipaux élus) ;

-  Alain Poyart (DVD, ancien maire, 196 voix, 12,85 %, 1 conseiller municipal élu).

Lors de ce scrutin marqué par la pandémie de Covid-19 en France, 48,37 % des électeurs se sont abstenus.
En cours de mandat, les conseillers municipaux issus des listes de Jacky Rousselle et Alain Poyart se rallient à la majorité emmenée par Sébastien Seguin formant ainsi un groupe de 25 élus représentant 85% des électeurs de l'élection de 2020[réf. nécessaire]..

## Équipements et services publics

### Enseignement
Avesnes-sur-Helpe fait partie de l'académie de Lille. L'enseignement maternel et primaire existe dans la commune.
Un collège se trouve dans la ville : Sainte-Thérèse.
La commune dispose de deux lycées : Jessé de Foret et Sainte-Thérèse.

### Équipements sportifs
Avesnes-sur-Helpe dispose d'un circuit de motocross de niveau international. Les champions belges s'entraînent régulièrement sur le circuit de « Bellefontaine » et une épreuve de championnat de France a lieu chaque année.
La commune est dotée d'une piscine municipale. Cependant elle fait l'objet d'une fermeture depuis le 30 juin 2016.
Un très grand nombre d'associations sportives y sont présentes (une cinquantaine) offrant un grand éventail de choix différents de sports, notamment des salles de musculation très bien équipées.
À noter le trail des remparts annuel qui a lieu en avril (750 participants en 2018).

### Santé
Un centre hospitalier et un centre de secours sont implantés sur la commune, ainsi qu'un centre de prévention santé.

### Justice, sécurité, secours et défense

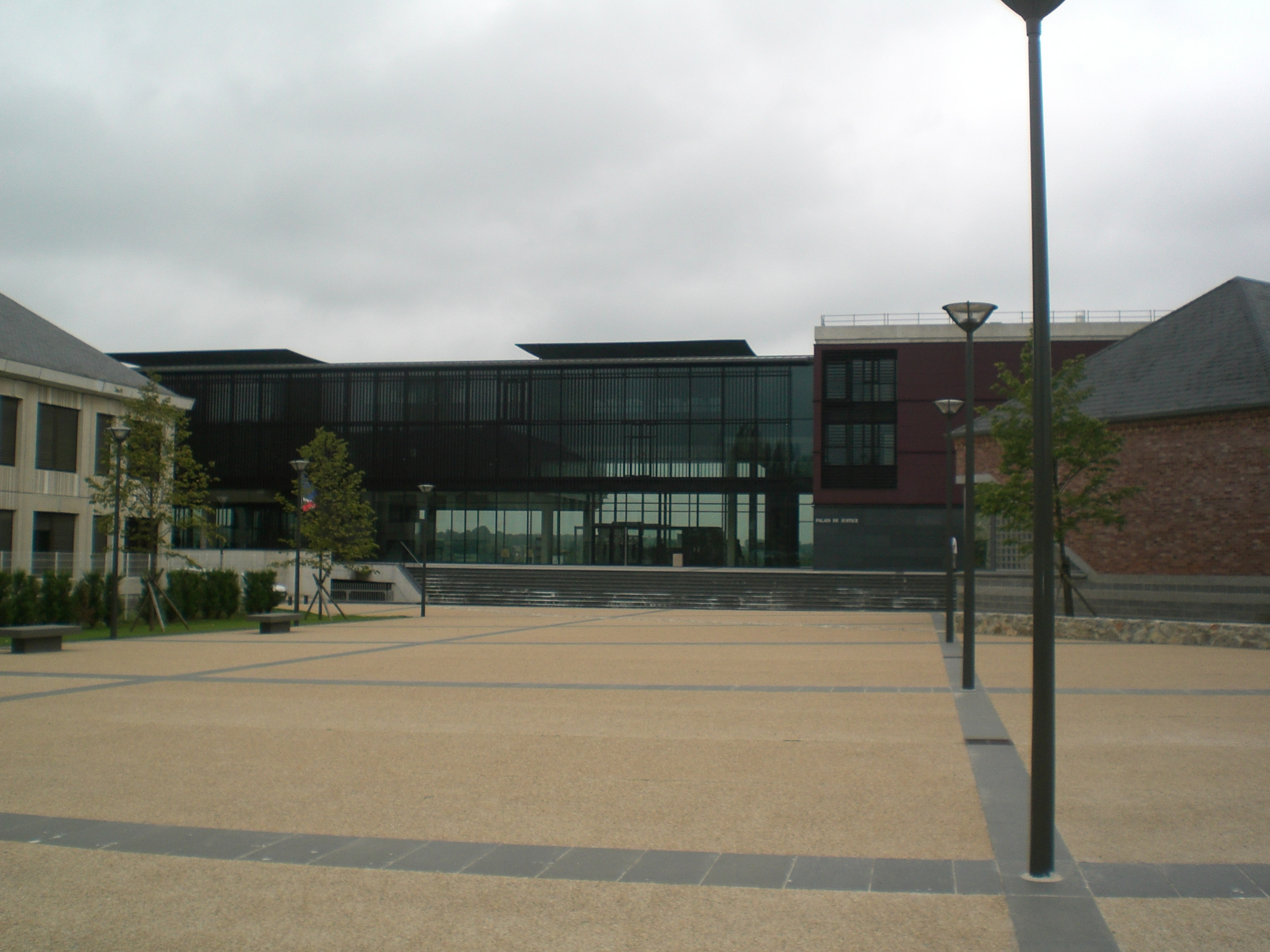
Nouveau palais de Justice (2007).

Avesnes-sur-Helpe est le siège d'un tribunal judiciaire, ce qui est singulier pour une ville de cette taille. Ce tribunal comprend notamment un tribunal pour enfants, un tribunal de commerce et un conseil des prud'hommes, et dépend de la cour d'appel de Douai.
Le nouveau palais de justice a été inauguré le 24 novembre 2006.

## Population et société

### Démographie

#### Évolution démographique
L'évolution du nombre d'habitants est connue à travers les recensements de la population effectués dans la commune depuis 1793. Pour les communes de moins de 10 000 habitants, une enquête de recensement portant sur toute la population est réalisée tous les cinq ans, les populations de référence des années intermédiaires étant quant à elles estimées par interpolation ou extrapolation. Pour la commune, le premier recensement exhaustif entrant dans le cadre du nouveau dispositif a été réalisé en 2004.

En 2022, la commune comptait 4 088 habitants, en évolution de −12,16 % par rapport à 2016 (Nord : +0,51 %, France hors Mayotte : +2,11 %).
| 1793  | 1800  | 1806  | 1821  | 1831  | 1836  | 1841  | 1846  | 1851  |
| ----- | ----- | ----- | ----- | ----- | ----- | ----- | ----- | ----- |
| 2 702 | 2 935 | 3 031 | 3 129 | 3 166 | 3 030 | 3 821 | 3 578 | 3 776 |

| 1856  | 1861  | 1866  | 1872  | 1876  | 1881  | 1886  | 1891  | 1896  |
| ----- | ----- | ----- | ----- | ----- | ----- | ----- | ----- | ----- |
| 4 191 | 3 516 | 3 737 | 3 603 | 4 636 | 5 714 | 6 092 | 6 495 | 6 400 |

| 1901  | 1906  | 1911  | 1921  | 1926  | 1931  | 1936  | 1946  | 1954  |
| ----- | ----- | ----- | ----- | ----- | ----- | ----- | ----- | ----- |
| 6 217 | 6 013 | 5 829 | 4 937 | 5 105 | 5 239 | 5 389 | 5 247 | 5 776 |

| 1962  | 1968  | 1975  | 1982  | 1990  | 1999  | 2004  | 2006  | 2009  |
| ----- | ----- | ----- | ----- | ----- | ----- | ----- | ----- | ----- |
| 6 151 | 6 414 | 6 301 | 5 955 | 5 108 | 5 003 | 4 942 | 5 051 | 4 991 |

| 2014  | 2019  | 2022  | - | - | - | - | - | - |
| ----- | ----- | ----- | - | - | - | - | - | - |
| 4 662 | 4 195 | 4 088 | - | - | - | - | - | - |

Avec 4 995 habitants, Avesnes occupe seulement le 108e rang des communes du département du Nord, ce qui constitue le record pour une sous-préfecture en France, derrière Montreuil dans le Pas-de-Calais (141e).[Quand ?]

#### Pyramide des âges
La population de la commune est relativement jeune.
En 2018, le taux de personnes d'un âge inférieur à 30 ans s'élève à 38,1 %, soit en dessous de la moyenne départementale (39,5 %). À l'inverse, le taux de personnes d'âge supérieur à 60 ans est de 26,8 % la même année, alors qu'il est de 22,5 % au niveau départemental.
En 2018, la commune comptait 2 098 hommes pour 2 247 femmes, soit un taux de 51,71 % de femmes, légèrement inférieur au taux départemental (51,77 %).
Les pyramides des âges de la commune et du département s'établissent comme suit.
| Hommes | Classe d’âge | Femmes |
| ------ | ------------ | ------ |
| 0,6    | 90 ou +      | 3,0    |
| 5,4    | 75-89 ans    | 10,3   |
| 16,2   | 60-74 ans    | 17,9   |
| 19,4   | 45-59 ans    | 20,8   |
| 15,7   | 30-44 ans    | 14,1   |
| 23,6   | 15-29 ans    | 18,6   |
| 19,1   | 0-14 ans     | 15,3   |

| Hommes | Classe d’âge | Femmes |
| ------ | ------------ | ------ |
| 0,5    | 90 ou +      | 1,4    |
| 5,3    | 75-89 ans    | 8,1    |
| 14,8   | 60-74 ans    | 16,2   |
| 19,1   | 45-59 ans    | 18,4   |
| 19,5   | 30-44 ans    | 18,7   |
| 20,7   | 15-29 ans    | 19,1   |
| 20,2   | 0-14 ans     | 18     |

### Cultes
Avesnes-sur-Helpe fait partie de la paroisse catholique du Bon Pasteur en Avesnois (diocèse de Cambrai).

## Économie
Avesnes-sur-Helpe est surtout une ville administrative et de services.
De nombreuses administrations ou services publics y sont présents. En dehors des services communaux, on y trouve la sous-préfecture, l'ex-DDE (Direction départementale de l'Équipement- arrondissement), le Trésor public, un Hôtel des impôts, la Poste, la Chambre de Commerce et d'Industrie, la Chambre des Métiers, le siège de la Communauté de Communes, une antenne du conseil général (UTPAS...), une gare SNCF sans oublier une antenne de la Sécurité Sociale, une association d'insertion de sans emploi, un CIO, de pôle emploi et de la MSA (Mutualité sociale agricole).
Le commerce (magasins, supermarchés) est encore bien présent sur Avesnes-sur-Helpe.
De plus, la ville compte un grand nombre de banques et assurances.
Avesnes-sur-Helpe est le siège de la Chambre de commerce et d'industrie de l'arrondissement d'Avesnes.
Tous les vendredis matin, un marché hebdomadaire se tient en centre-ville. Jusque dans les années 1950, Avesnes-sur-Helpe était l'un des plus importants marchés au beurre et fromages de France du fait de sa situation au cœur du bassin laitier de l'Avesnois. À l'époque, les exploitants agricoles, appelés « herbagers » ou « censiers », transformaient directement leur production et allaient la vendre à Avesnes (beurre, fromages, lait). Néanmoins, il existe encore dans les villages environnants des « fermiers » qui vendent leurs productions fromagères « à la ferme ».

## Culture locale et patrimoine

### Lieux et monuments
- L'hôtel de ville date du XVIIIe siècle.
- La place du Général-Leclerc : Il s'agit de la place principale de la ville. C'est une grand-place un peu étroite, ornée notamment d'un hôtel de ville du XVIIIe siècle, d'une église collégiale en partie des XIIe – XIIIe siècle à gros clocher carré et d'une « maison espagnole » du XVIe siècle.
- La collégiale Saint-Nicolas, située place du Général-Leclerc. Les débuts de la construction de l'église remontent au XIIIe siècle. Après la destruction de la ville en 1477, seul son chœur subsiste. Elle est reconstruite, et de nouveau détruite en 1514. Lors de la libération de 1944, un obus incendiaire allemand détruit la charpente de l'église. L'ensemble a été restauré à l'exception des peintures de style gothique de 1885[21].
- Les remparts datent des XVIe et XVIIIe siècles (« fortifications Vauban »). Avant de devenir française, Avesnes possédait déjà des fortifications. Celles-ci devaient défendre la ville des envahisseurs français... Après intégration d'Avesnes-sur-Helpe au royaume de France, Vauban a amélioré les fortifications par des travaux importants qui s'étaleront entre 1690 et 1723. Aujourd'hui, une partie des fortifications sont encore en place et certaines parties sont restaurées[44].
- Le monument à Jessé de Forest, teinturier originaire d'Avesnes, colon pionnier du groupe qui fondera la ville de New York[45].
- La place de la Rotonde et son kiosque à danser
- La Porte de Mons (XVIIe siècle)
- Le Tribunal (1828)
- Cinéma art déco Le Caméo
- Monument aux morts, rue de Mons, édifié en 1929, œuvre du sculpteur Paul Vannier[46],[47].
- Monument au tambour Stroh[48], inauguré le 3 septembre 1905[49].
- Monument aux Guillemin : œuvre de René Bertrand-Boutée érigée en 1910 en hommage aux anciens députés Ernest et Léon Guillemin[50].
- Le cimetière militaire situé à l'intérieur du cimetière communal.
- Camp de César[51]
- Le Musée de la Société Archéologique situé dans l'Institut Villien, héberge plusieurs objets de grande importance historique. Le vase de Sains-du-Nord, datant de 250, représente le dieu Mercure et a été retrouvé au sein de vestiges gallo-romains. Une fibule de Ferrière-La-Grande datant de 600, retrouvée au lieu-dit Le Trieux-des-Poteries, provient d'un cimetière mérovingien. Un évangéliaire de Liessies datant de 1145. Un retable de la nativité datant de 1540[21].

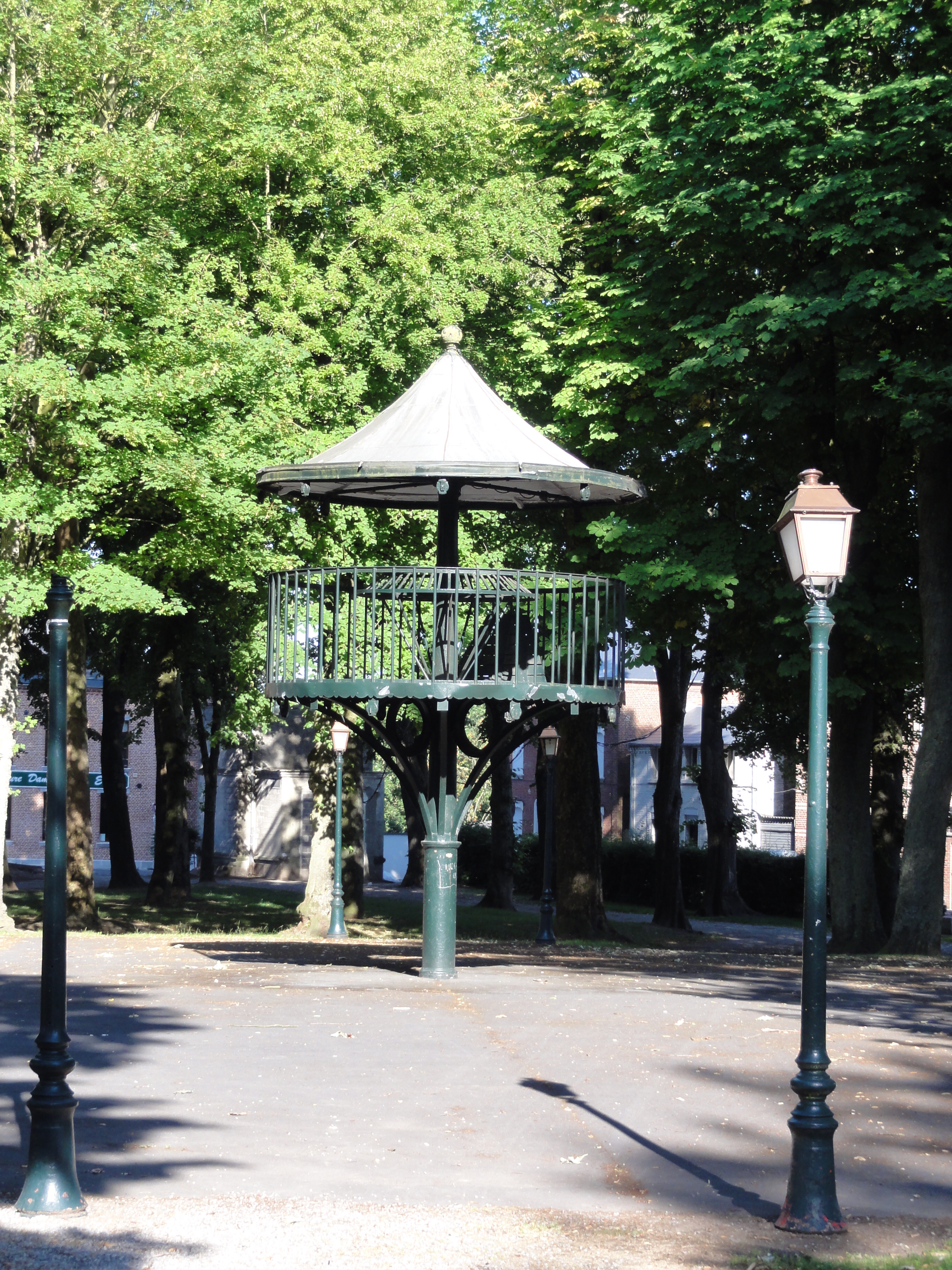
Le kiosque à danser.
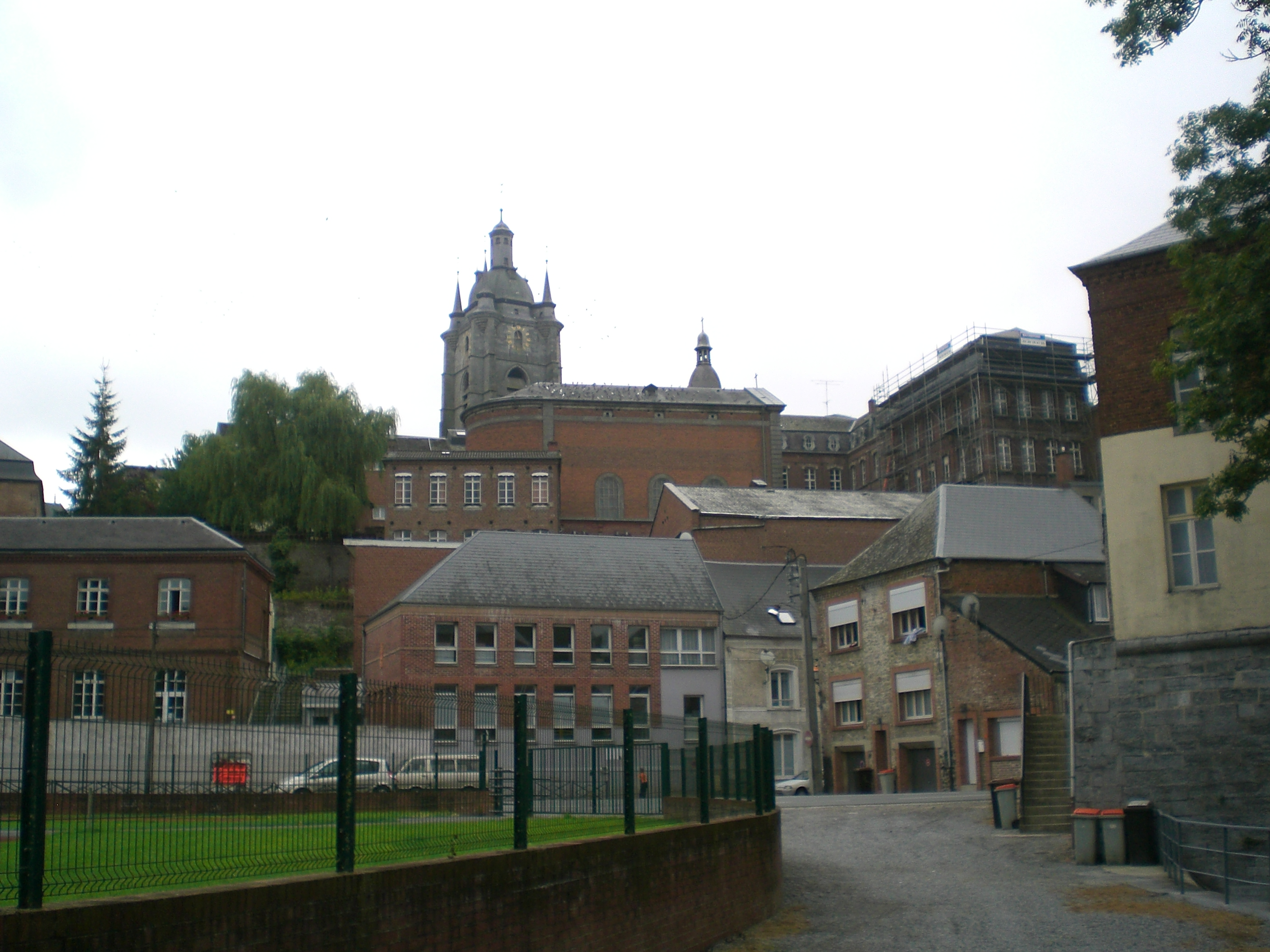
Sainte-Thérèse.
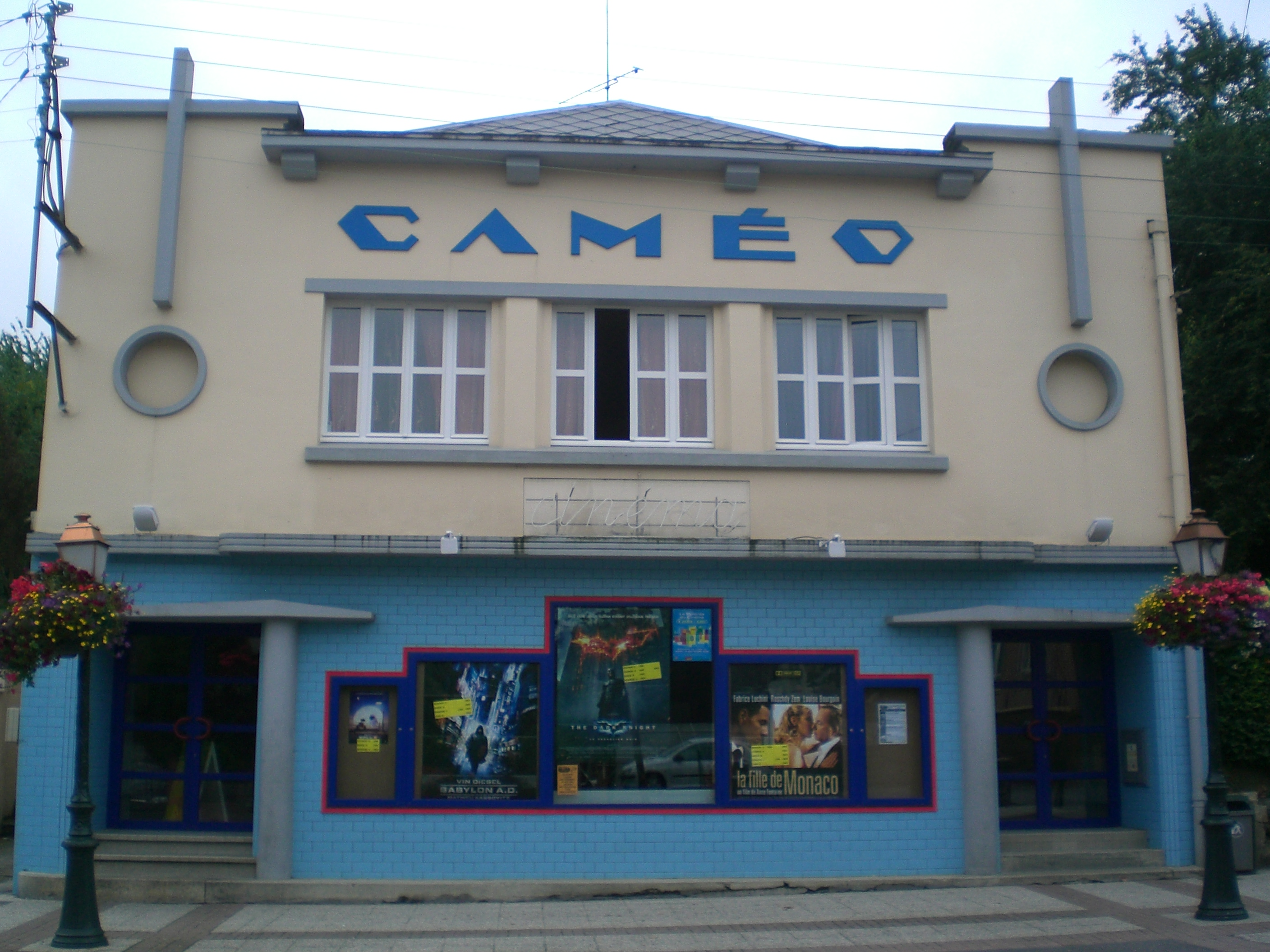
Cinema Le Caméo.
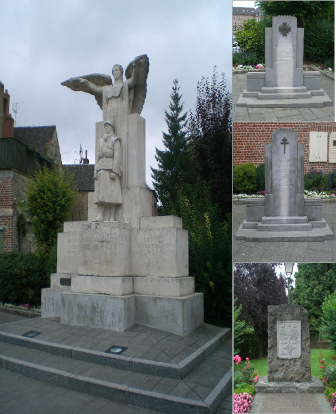
Monuments aux morts.
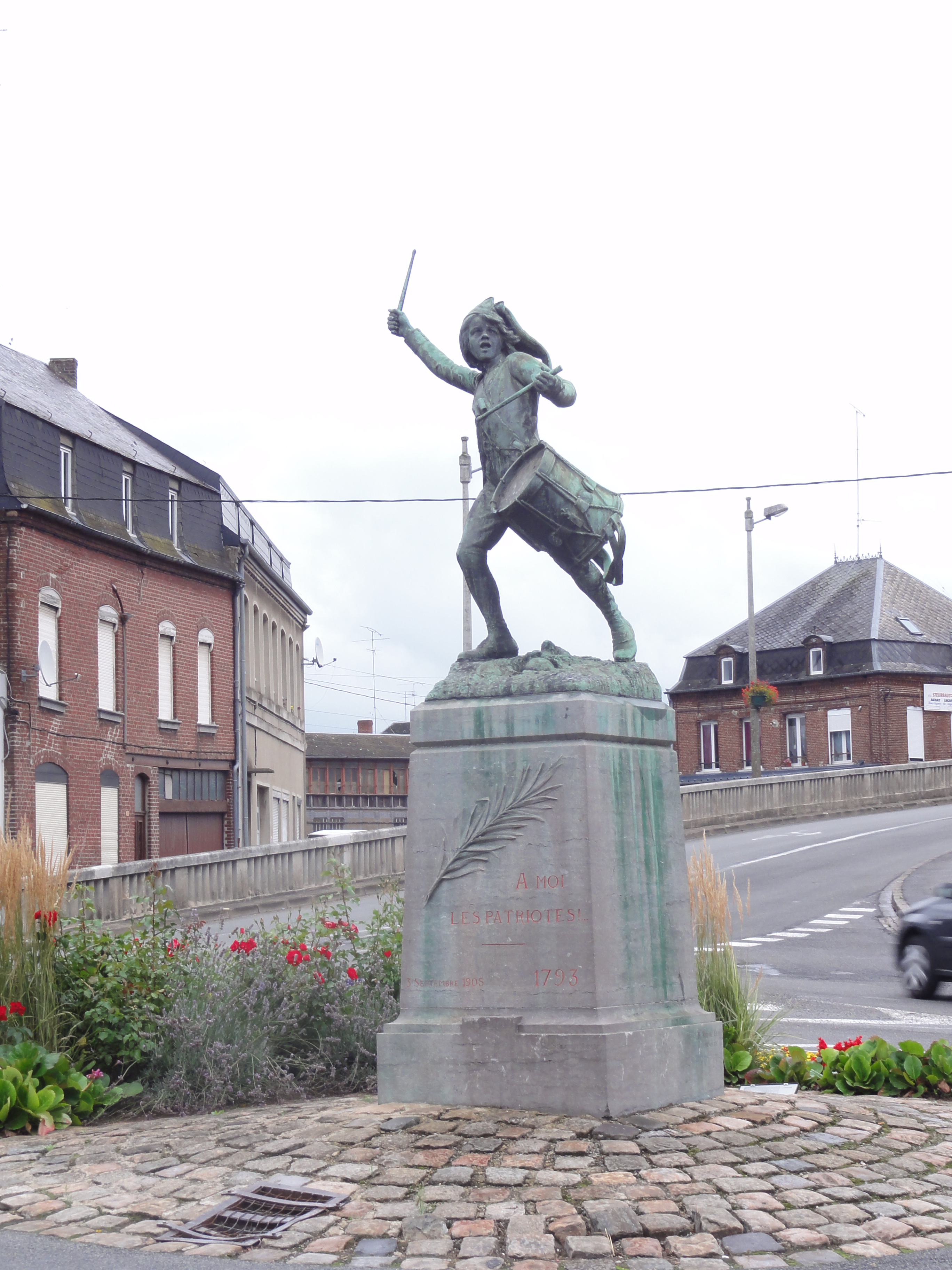
Tambour Stroh à Avesnes-sur-Helpe.
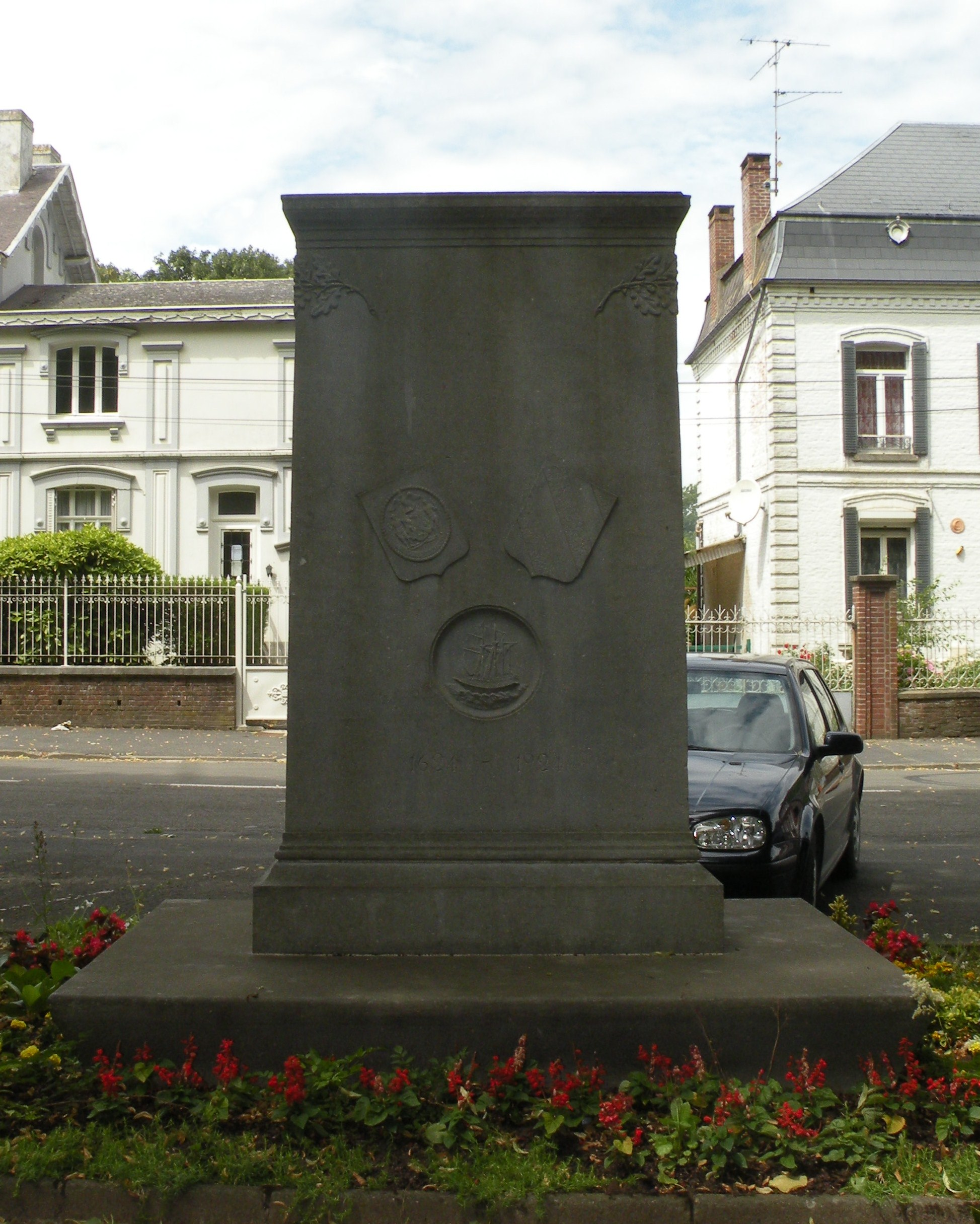
Mémorial Jessé de Forest.
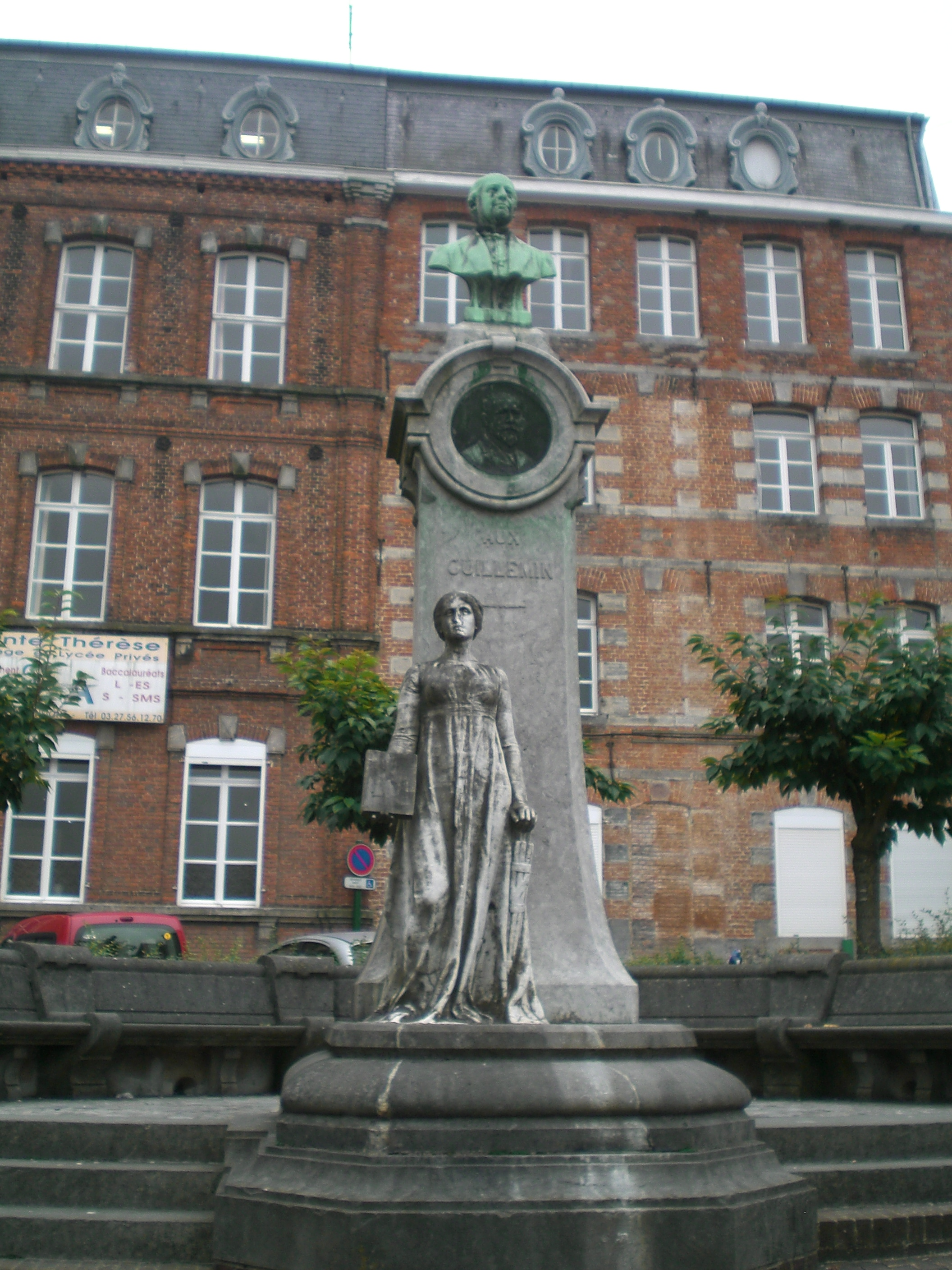
Monument aux Guillemin.
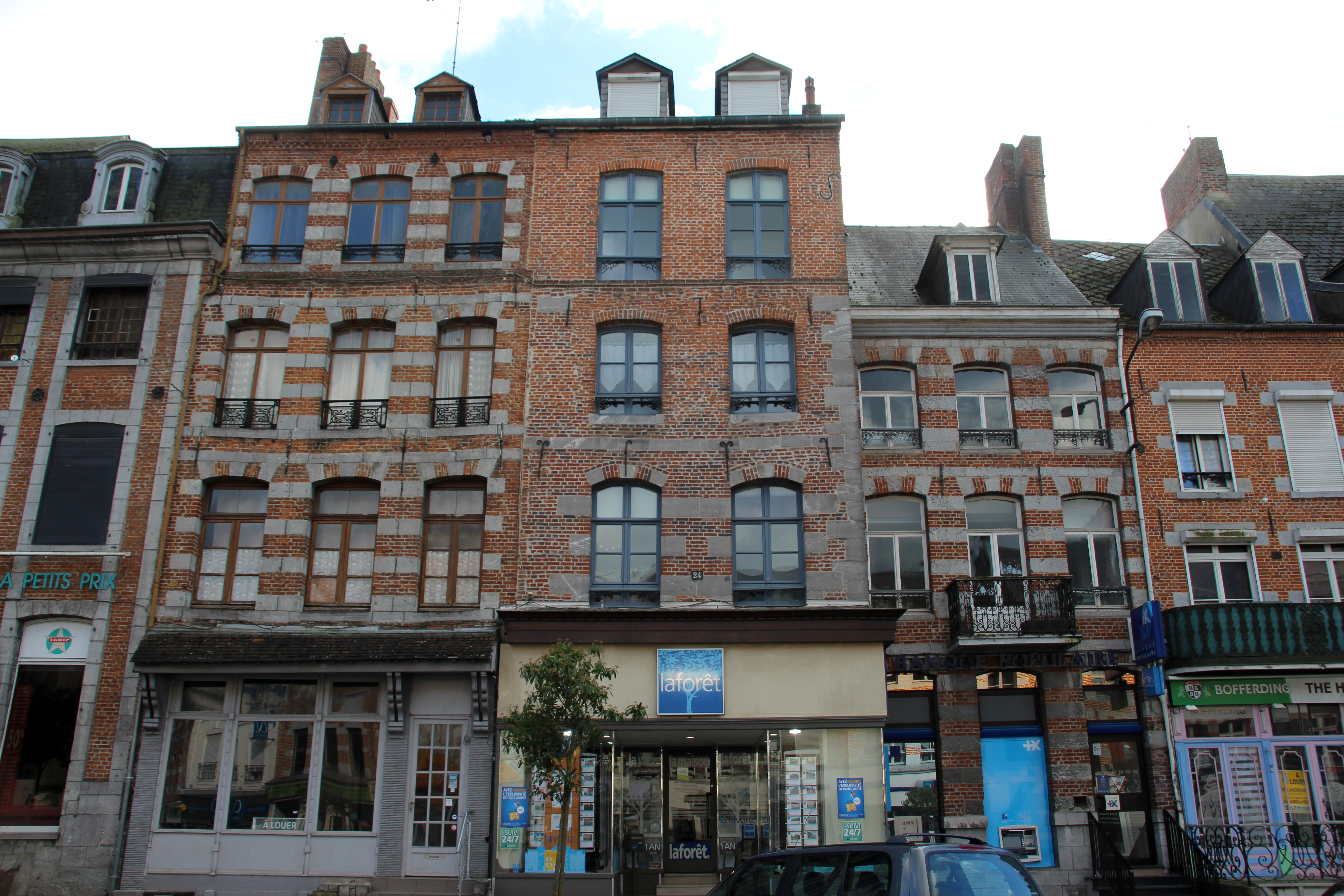
Façades d'immeubles place Leclerc
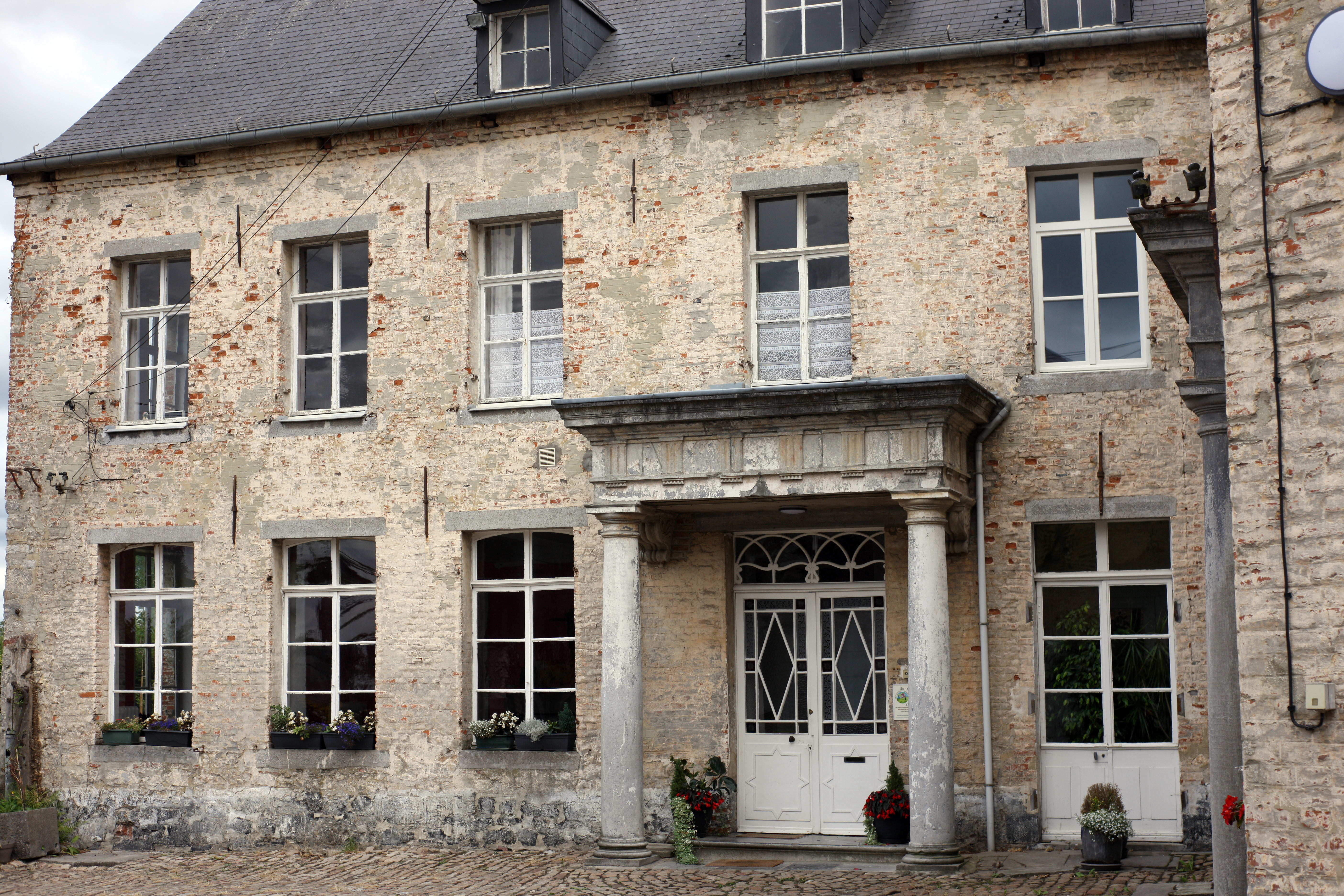
Maison ou logea Napoléon 1er
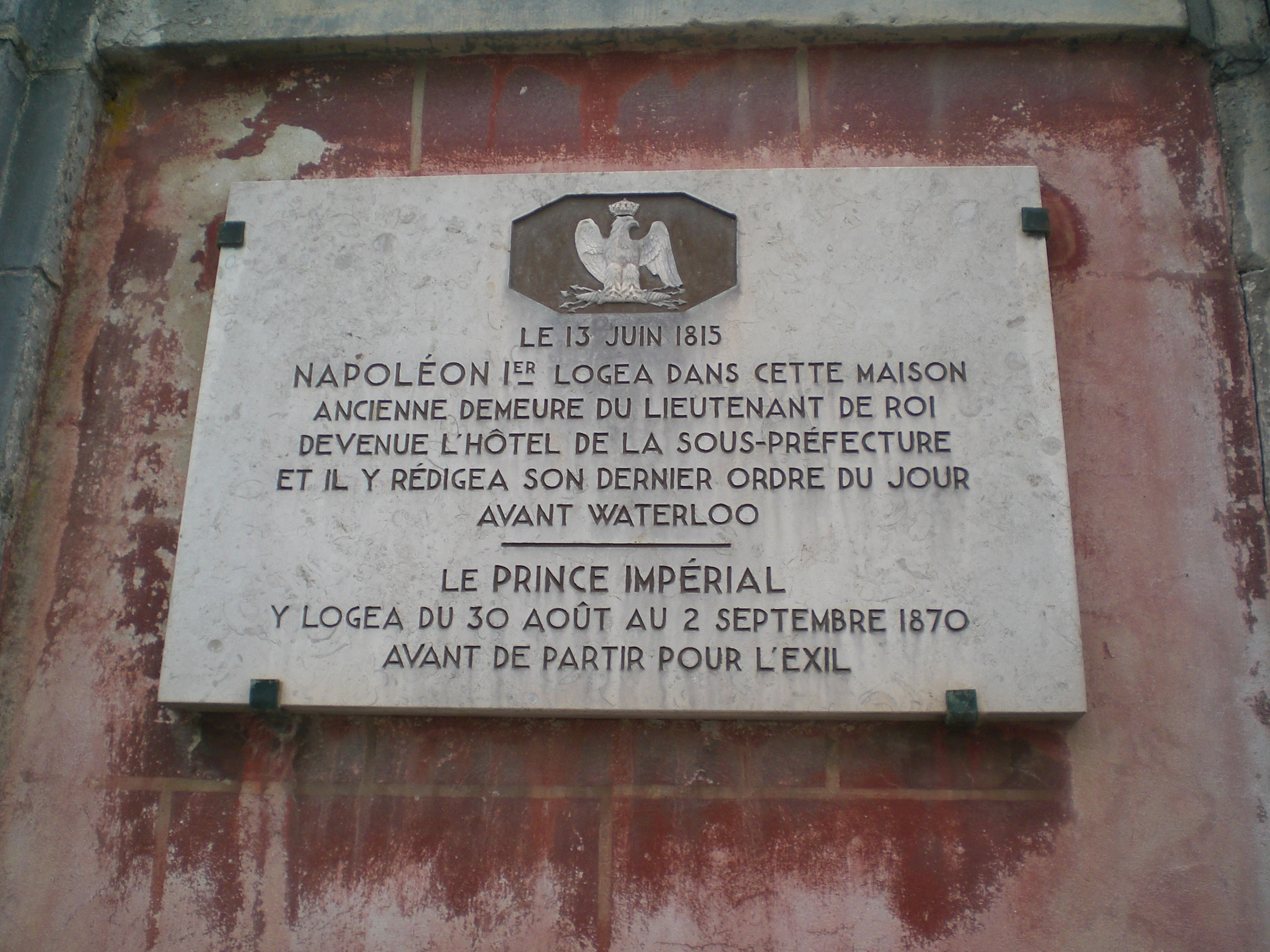
Plaque commémorative.
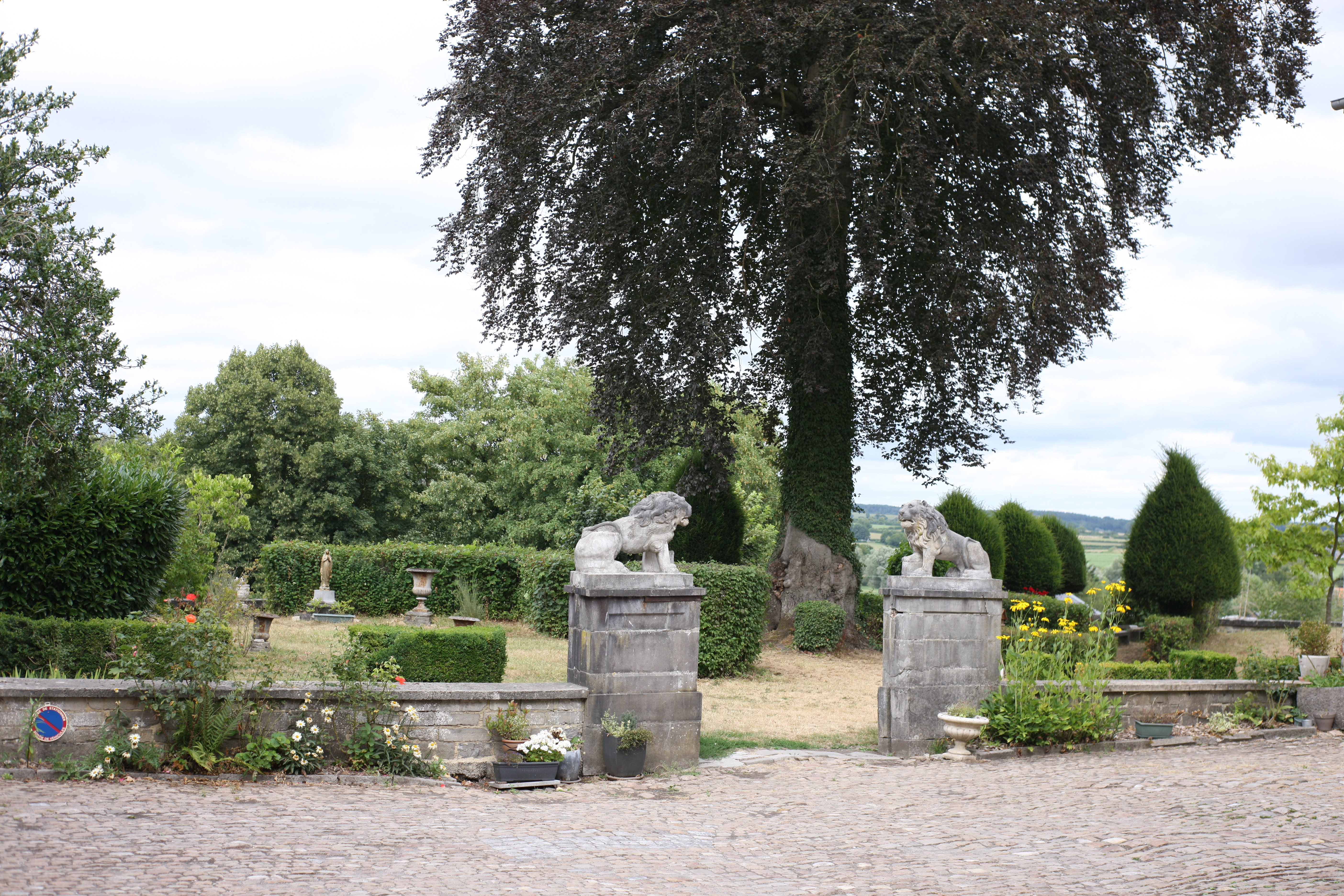
Parc de la maison où logea Napoléon 1er
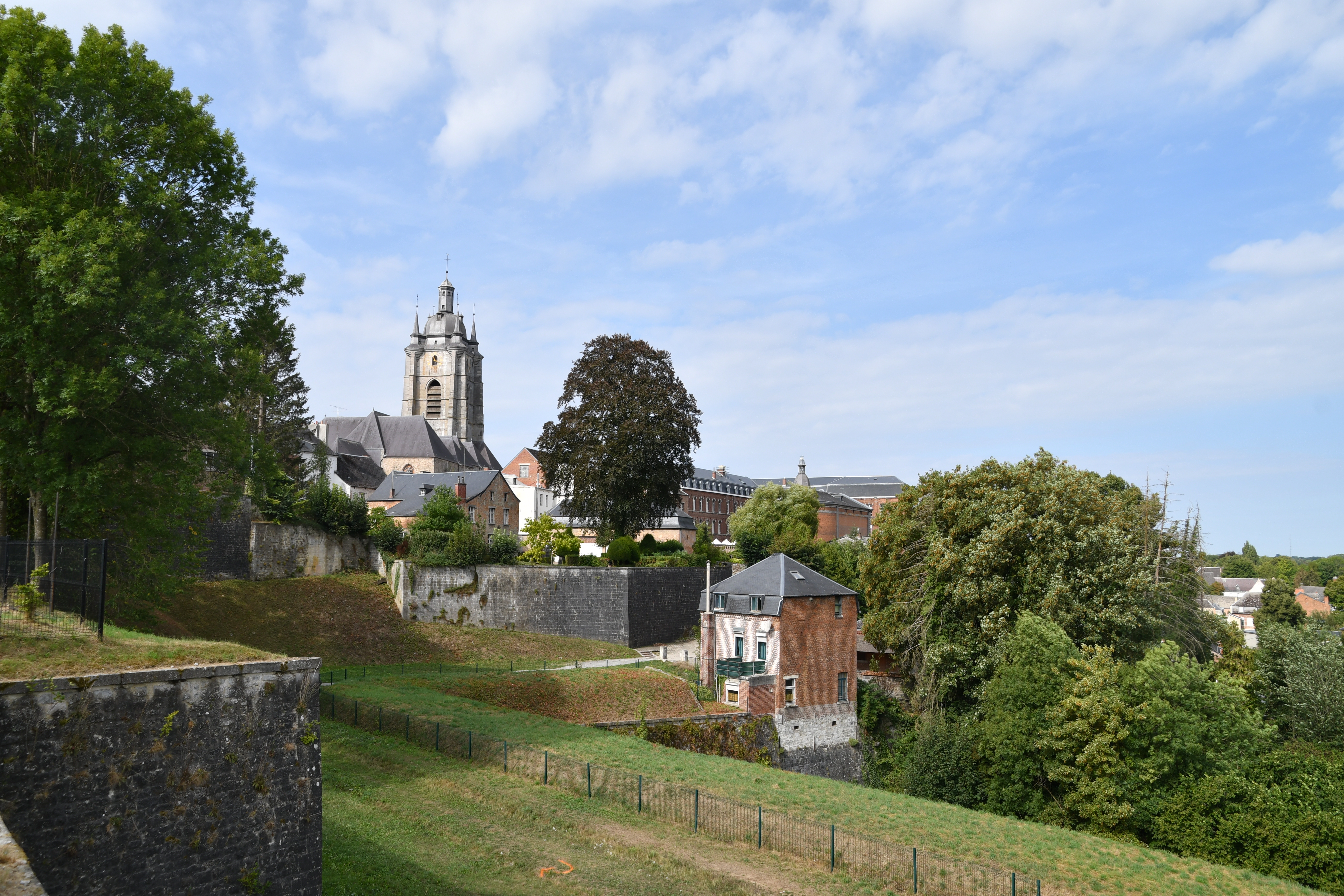
La cité depuis le bastion St-Jean

### Personnalités liées à la commune
- Wédric le Barbu, seigneur d'Avesnes au XIe siècle, né à Avesnes-sur-Helpe.
- Bouchard d'Avesnes (1182-1244), seigneur d'Avesnes au XIIIe siècle, né à Avesnes-sur-Helpe.
- Gabriel Meurier (ca. 1520 - ca. 1587), linguiste, auteur d'une Grammaire Françoise (1557)
- Jessé de Forest, colonisateur, né à Avesnes-sur-Helpe en 1576, décédé le 22 octobre 1624 en Guyane.
- Gabriel-Pierre Bauduin, né le 3 avril 1689 à Avesnes-sur-Helpe, décédé à Varsovie le 10 février 1768. Lazariste, directeur des Filles de la Charité en Pologne. Il avait fondé  à Varsovie en 1758 un hôpital qui existe encore de nos jours.
- Théodore-Joseph-Louis Pillot (1754-1815), magistrat et homme politique né et décédé à Avesnes, député à la Chambre des Cent-Jours.
- Constant-Joseph-César-Eugène Gossuin, maire en 1781, né le 12 mars 1758 à Avesnes-sur-Helpe.
- Louis Marie Joseph Gossuin (1759-1821), homme politique né à Avesnes, député du tiers aux Etats-Généraux de 1789.
- Mère Thérèse Monique Carlin (1787-1844) fondatrice des sœurs de Sainte Thérèse d'Avesnes y est décédée.
- Eugène Walckiers (1793-1866), compositeur et flûtiste.
- Jean Labordère, homme politique né le 26 janvier 1796 à Avesnes-sur-Helpe, dans le (Nord) et mort le 26 septembre 1883 à Montdidier, dans la (Somme).
- Pierre Théodore Virlet d'Aoust, géologue, né à Avesnes-sur-Helpe en 1800.
- Désiré Hannoye, né le 3 mai 1800 à Avesnes-sur-Helpe (Nord) et décédé le 25 décembre 1852 dans la même ville, homme politique.
- Achille Émille Prisse (1807-1879), né à Avesnes, grand égyptologue qui signait ses œuvres sous le nom "Prisse d'Avennes" (voir son Atlas de l'art égyptien). Il est connu aussi pour avoir participe au déchiffrement des hiéroglyphes égyptiens avec Jean-François Champollion.
- Maximilien Maillet (1812-1897), homme politique né à Avesnes-sur-Helpe, sénateur du Nord de 1876 à 1879.
- Ernest Guillemin, né le 19 décembre 1828 à Avesnes-sur-Helpe (Nord) et mort le 12 septembre 1885 dans la même ville, homme politique.
- Jules-Marc Chamerlat (1828-1868), peintre né à Avesnes et dont le musée de Boulogne-sur-Mer possède un tableau.

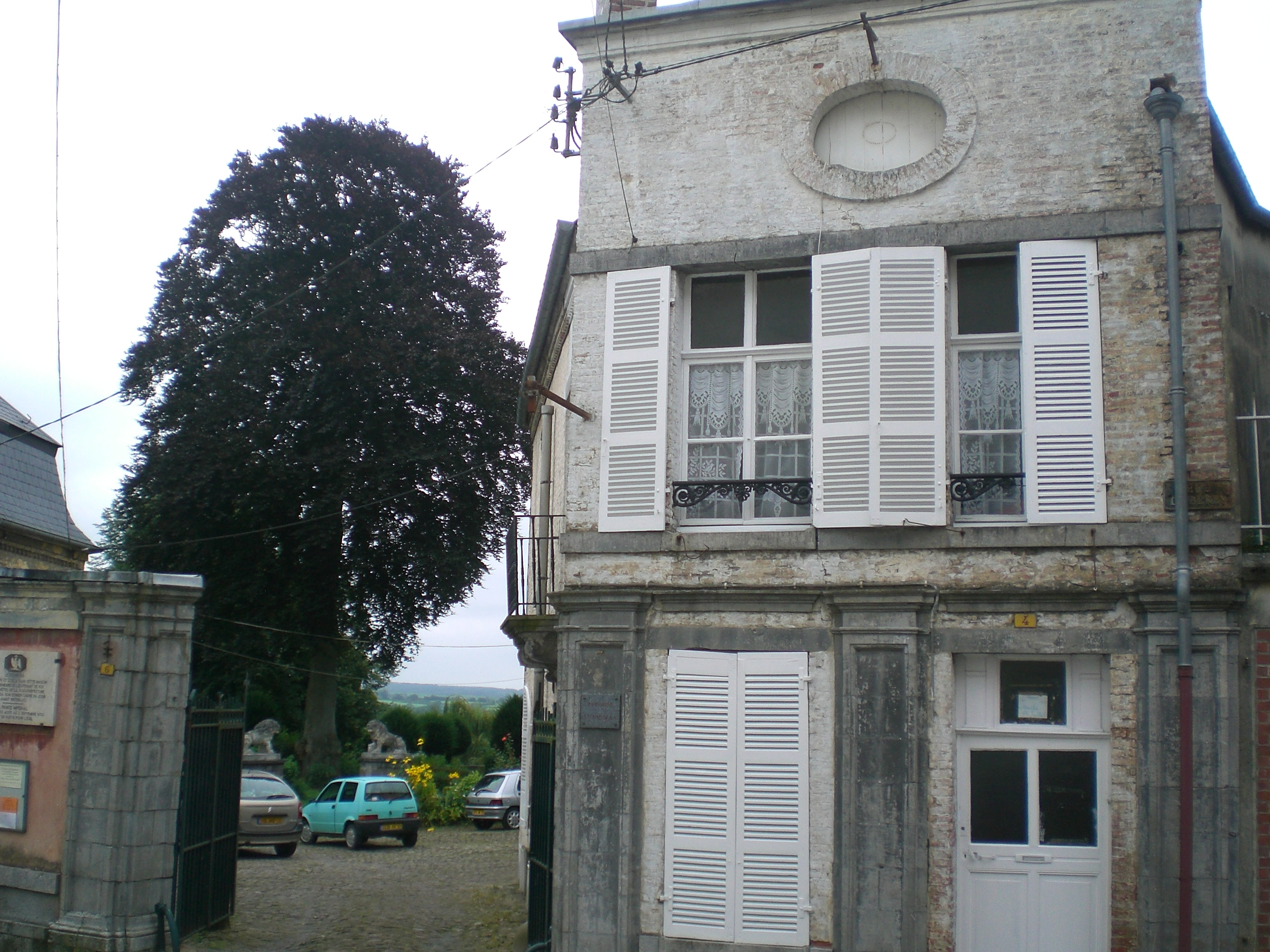
Le presbytère, où Napoléon Ier passa la nuit avant la bataille de Waterloo.

### Héraldique
| Blason de Avesnes-sur-Helpe | Blason  | Bandé d'or et de gueules de six pièces. Devise / CriAvesnes est bâtie sur l'roc qui si in vont is' rattrotent.                  |
| Blason de Avesnes-sur-Helpe | Détails | Les armes de la ville sont celles des anciens seigneurs de la maison d'Avesnes Le statut officiel du blason reste à déterminer. |

### Philatélie
Avesnes est représentée sur un timbre où l'on peut observer la collégiale et l'ancien tribunal de grande instance. Il est mis en vente le 4 novembre 1959 avec oblitération Premier jour dans la ville.

### Gastronomie
- Boulette d'Avesnes, fromage de la région d'Avesnes.